# Mirabellgarten

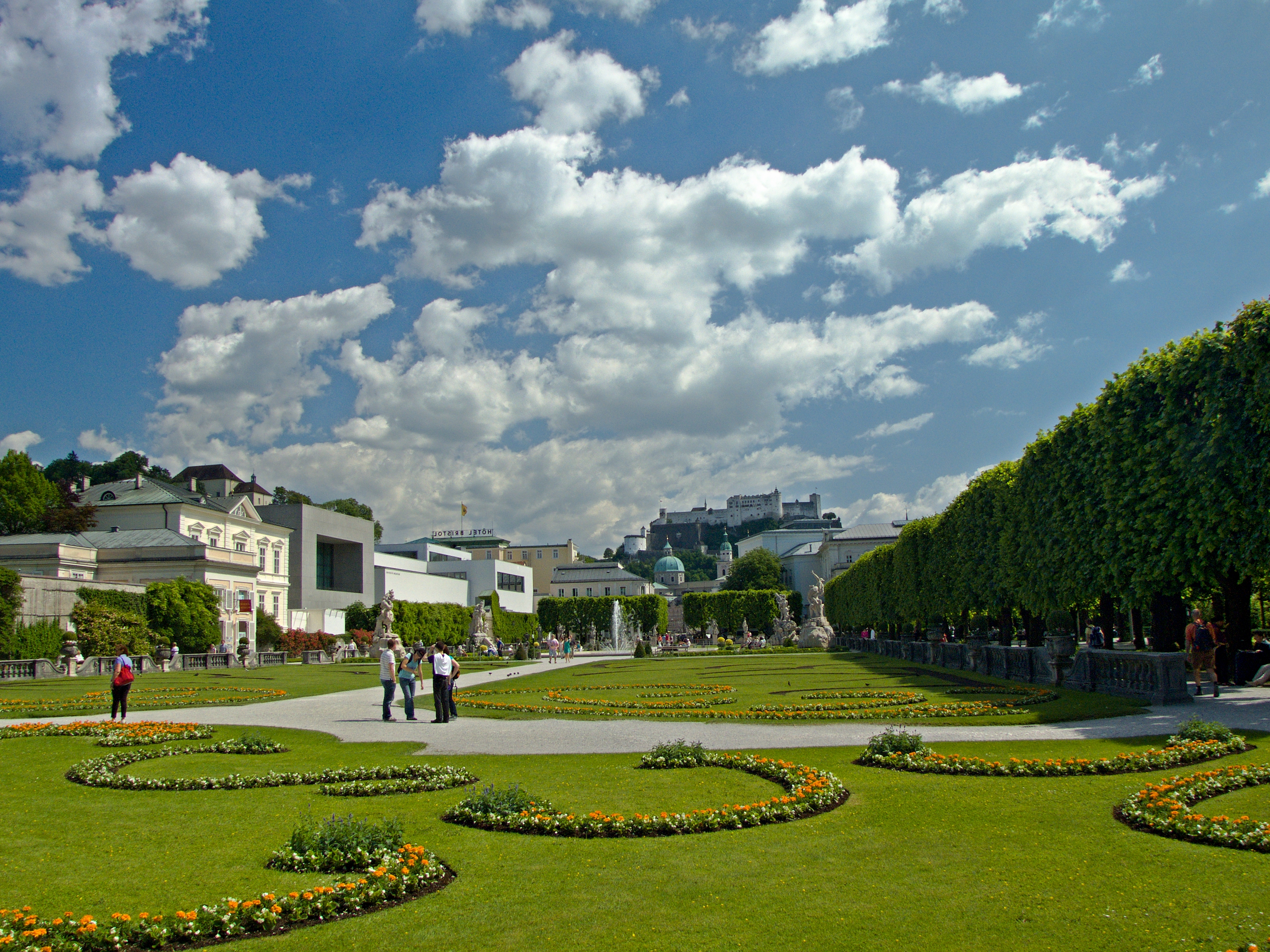
Der Mirabellgarten mit der Festung Hohensalzburg im Hintergrund

Der Mirabellgarten ist die Gartenanlage des Schlosses Mirabell in der Stadt Salzburg in Österreich, in der Rechten Altstadt. Er gehört zu den bekanntesten Touristenzielen der Stadt. Zu ihm gehören
- das Große Gartenparterre mit dem südlich angrenzenden Lindenhain
- das Kleine Gartenparterre mit dem südlich angrenzenden Boskett
- der Theatergarten (Heckentheater)
- der Zwerglgarten
- der Bastionsgarten (Wasserbastei)
- die Orangerie und der Rosengarten (ehemals Kleine und Große Orangerie)

sowie einige randliche nunmehr verbaute Teile. Im Norden grenzt an den Mirabellgarten heute anstelle des abgetragenen Bollwerkes St. Vitalis der alten Stadtbefestigung der Kurgarten an.
Die Gesamtanlage mit allen Nebengebäuden und Gartenbaudenkmalen steht unter Denkmalschutz und gehört zum UNESCO-Welterbe Historisches Zentrum der Stadt Salzburg.

## Geschichte
Die Neugestaltung des Mirabellgartens erfolgte in ihrer heutigen Form im Auftrag des Fürsterzbischofs Johann Ernst von Thun ab 1687, wobei der Architekt Johann Bernhard Fischer von Erlach die Leitung und die Gesamtgestaltung der Arbeiten innehatte. Die Anlage wurde in kleinen Teilen vor 1720 von Matthias Diesel und nach 1730 in größeren Teilen vom Architekten und Hofgarteninspektor Franz Anton Danreiter teilweise verändert. Die barocken Skulpturen blieben dabei (ausgenommen im Zwergelgarten) im Wesentlichen stets erhalten. Änderungen wurden auch in der Ausgestaltung der Gartenornamente vorgenommen, die Gestalt der Brunnen wurde z. T. verändert, die Sala terrena wurde ebenfalls mehrfach umgestaltet, Anlage und Gestalt der Orangerie wurden ebenfalls verändert. In Notzeiten wurde der Garten kurzzeitig auch zur Gemüsezucht verwendet.

## Großes Gartenparterre mit Lindenhain
Die Marmorbalustraden um das Große Gartenparterre mit ihren kunstvollen Vasen wurden nach Plänen von Johann Bernhard Fischer von Erlach entworfen. Die Anordnung der Balustraden und der Statuen wurde im Detail nach 1730 durch Anton Danreiter geändert. Auch die später leicht veränderte Anordnung der Statuen erfolgte nach Plänen Fischer von Erlachs.

### Vier Elemente
Um das zentrale Springbrunnenbecken des Großen Gartenparterres („Große Fontäne“) südlich des Schlosses gruppieren sich am ursprünglichen Standort bis heute auf hohen Sockeln vier Figurenpaare, die um 1690 von Ottavio Mosto geschaffen wurden. Sie symbolisieren vorrangig die vier Elemente Wasser, Feuer, Luft und Erde. Die Symbolik ist auch anhand Sockel-Ausgestaltung unschwer zu erkennen. Die Statuen variieren das Thema eines Menschen, der einen zweiten trägt, um ihn zu retten, zu rauben, zu entführen oder zu besiegen. Die weiterführende Symbolik der Statuen ist bewusst vielschichtig. Die Skulpturen – jeweils gemäß dem Tageslauf von Ost nach West betrachtet – sind:
- Paris raubt die in ihn verliebte Helena aus Sparta über das Meer nach Troja, wodurch der Trojanische Krieg ausgelöst wurde;
- Aeneas rettet am bitteren Ende des zehnjährigen trojanischen Krieges seinen Vater Anchises und seinen Sohn Ascanius aus dem brennenden Troja;
- Herkules besiegt den erdverbundenen Halbgott Anthaeus, dem hochgehoben seine aus der Erde stammenden unüberwindlichen Kräfte ausgingen.
- Hades entführt Persephone in die Unterwelt;

Als weitere Deutung im Sinn einer bewusst vielschichtigen Symbolik können die Figurengruppen auch den vier Jahreszeiten zugezählt werden.

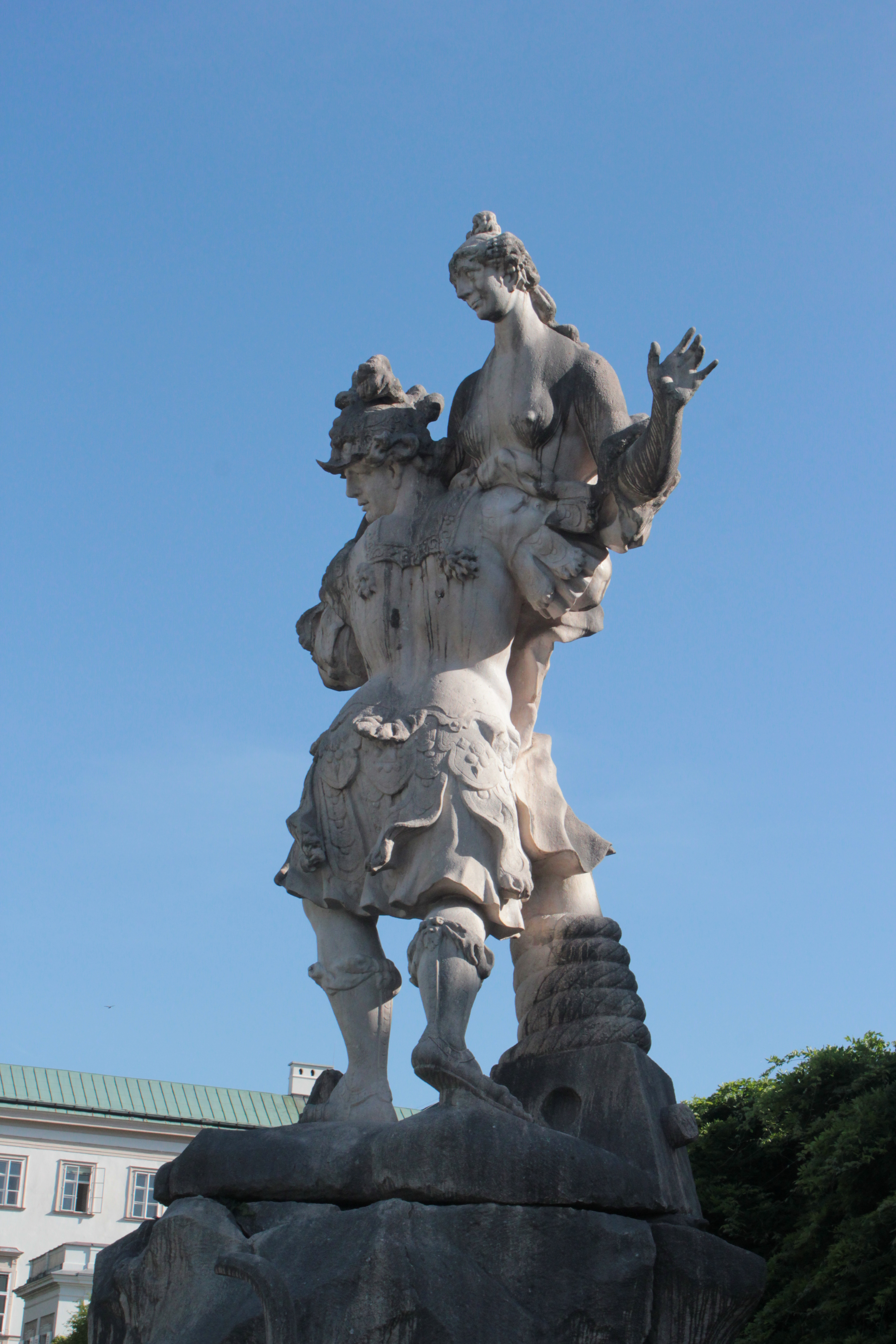
Paris raubt Helena (Wasser)
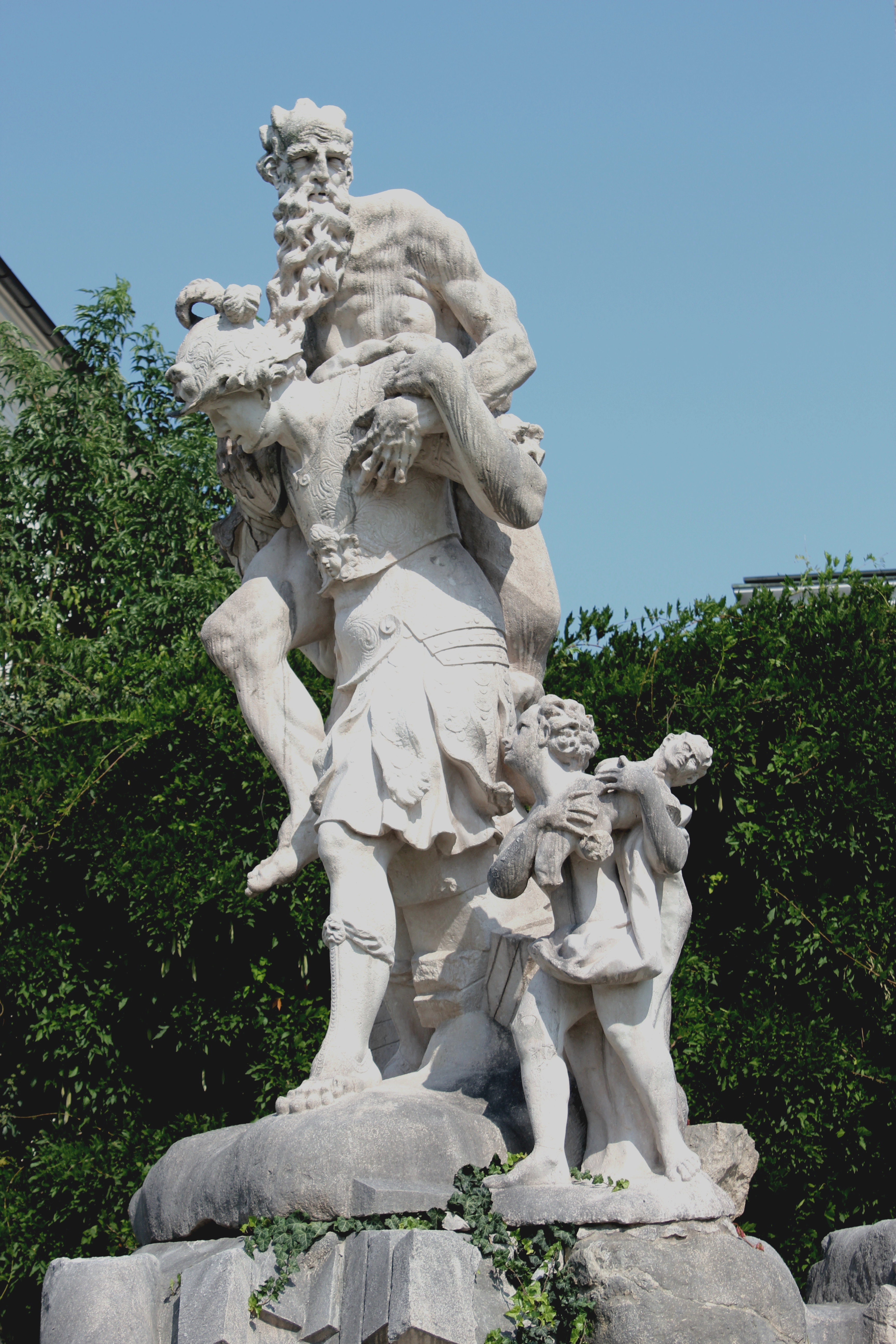
Aeneas rettet Anchises (Feuer)
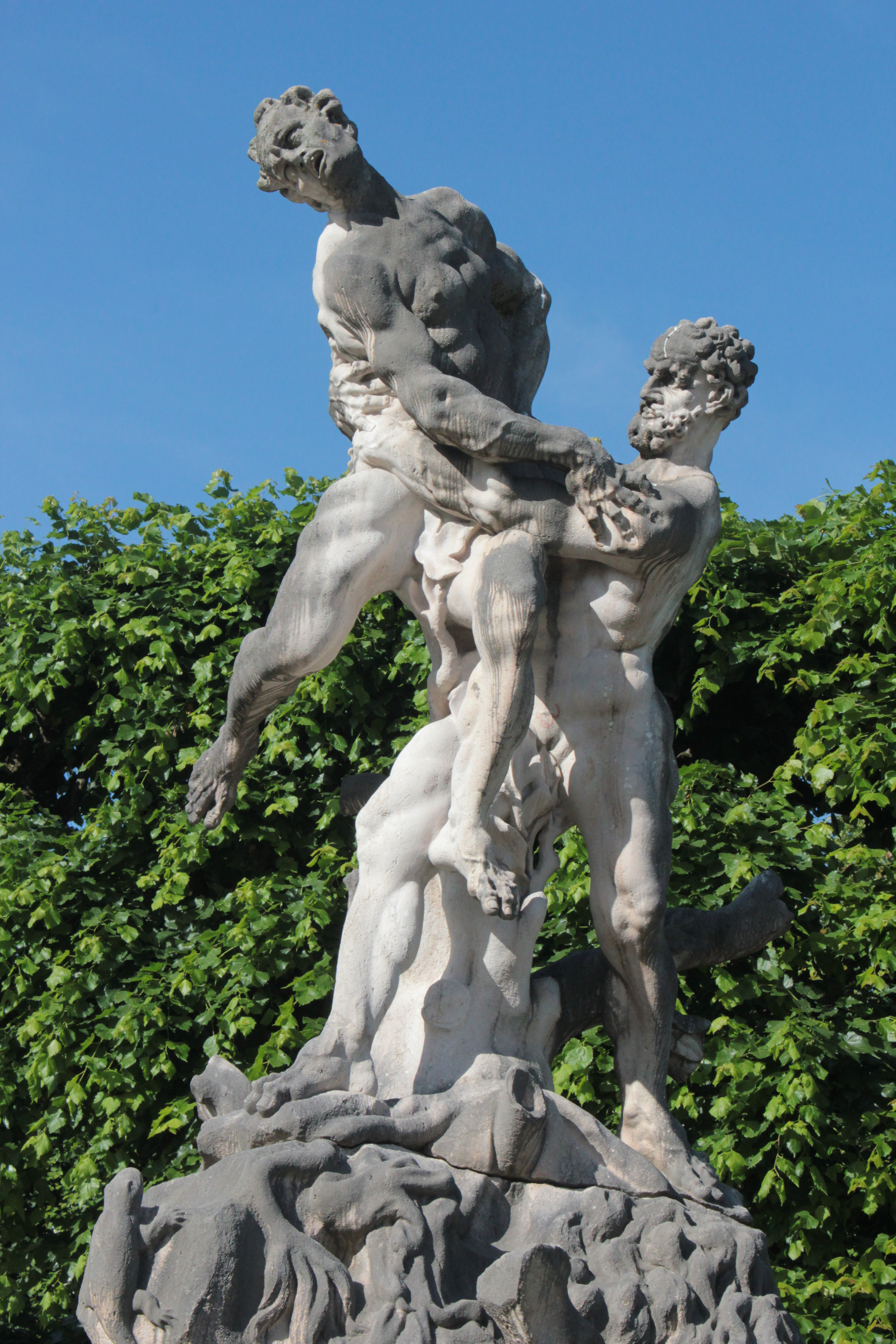
Herkules ringt mit Anthaeus (Luft)
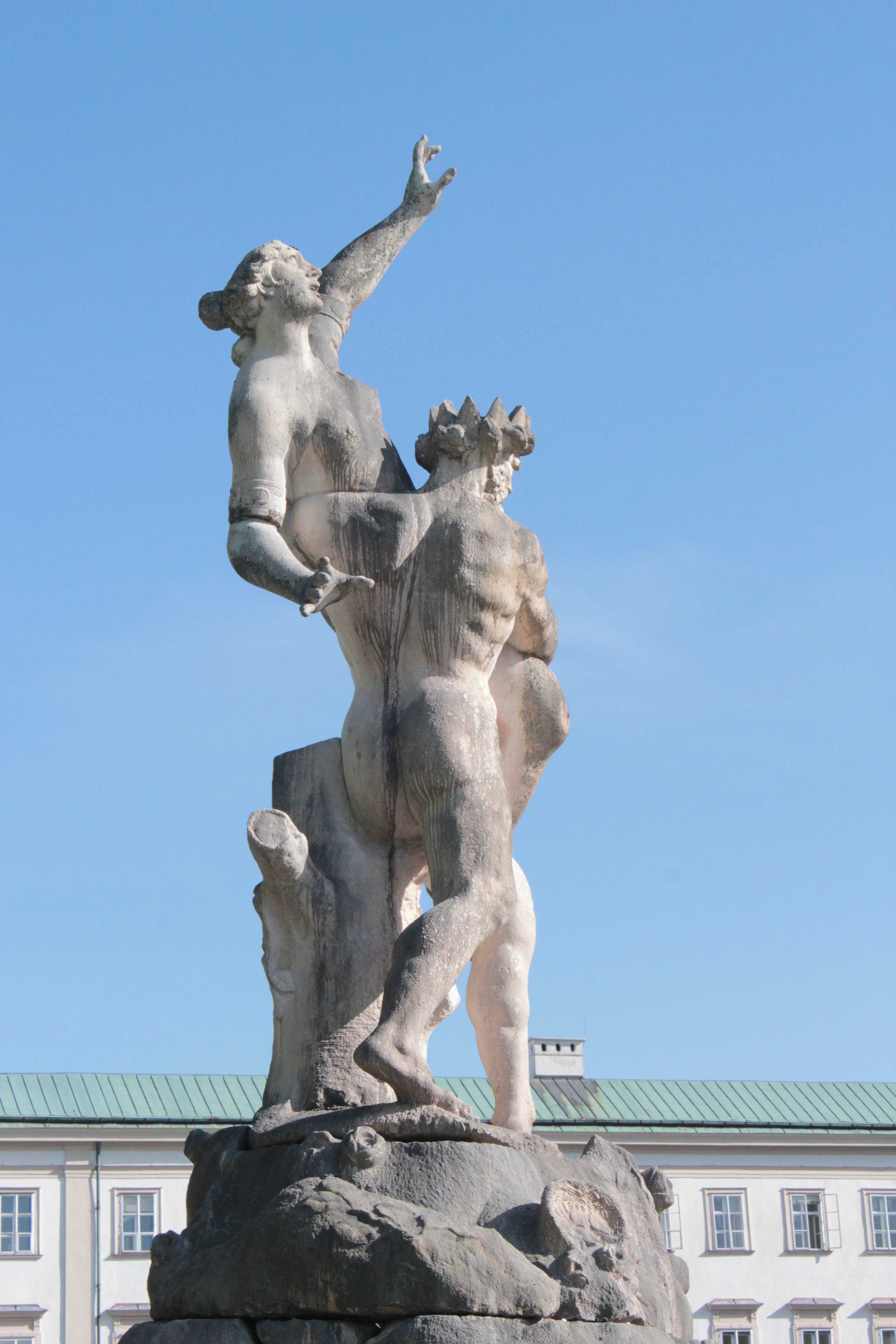
Hades entführt Persephone (Erde)

Die im Lindenhain auf den Balustraden stehenden antiken Statuen sind wie – die anderen barocken Skulpturen im Mirabellgarten – ebenfalls 1689–1695 geschaffen worden. Sie stellen acht antike männliche und acht weibliche Gottheiten dar: Gleichzeitig verbergen sich in diesem weltlichen Garten unter den acht männlichen und acht weiblichen Göttern jeweils vier Götter als Zeichen der vier Jahreszeiten und damit – gemeinsam mit den Gartenzwergen – als Zeichen der Vergänglichkeit nicht nur der Gartenblumen, sondern auch des Lebens. Die Symbolik der Statuen ist darüber hinaus vielschichtig und soll zum beschaulichen Nachdenken anregen.

### Acht antike Götter
Als Symbol des Frühlings steht im Osten Apollo mit dem Lorbeer und als Symbol des Sommers Merkur mit Flügelhelm und Heroldsstab. Zum südlichen Garteneingang hin folgen als Schützer des Gartens mächtige Götter; Vulcanus mit seinem Amboss und Herkules mit seiner Keule und dem Fell des Nemeischen Löwen. Herkules steht auch für die herkulanischen Aufgaben des Erzbischofes Johann Ernst Graf Thun. Westlich des Zugangsweges folgen als mächtige Gartenbeschützer Mars in voller Rüstung und Jupiter mit Krone und Adler. Im Westen schließen gegen Sonnenuntergang wieder Symbole der Jahreszeiten an: als Herbstallegorie Bacchus mit Weintraube und Thyrsosstab (?), der auch für die Festesfreuden steht und als Zeichen des Winters Saturnus, eines seiner Kinder verschlingend. Die männlichen Figuren stammen von Bartholomäus van Opstal (Bacchus, Jupiter, Hermes, Merkur) und Johannes Frölich (Apoll).

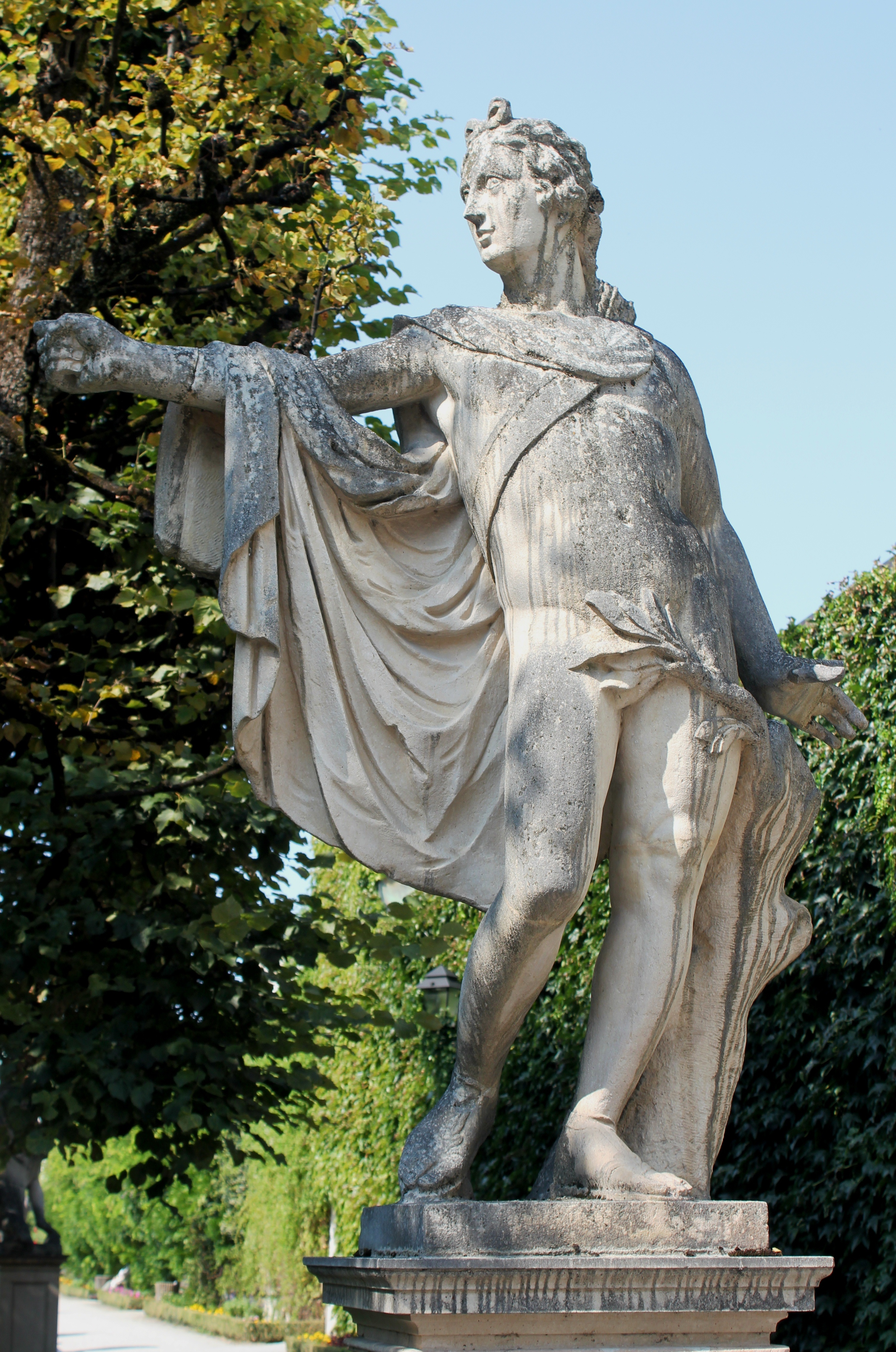
Apoll (Frühling)
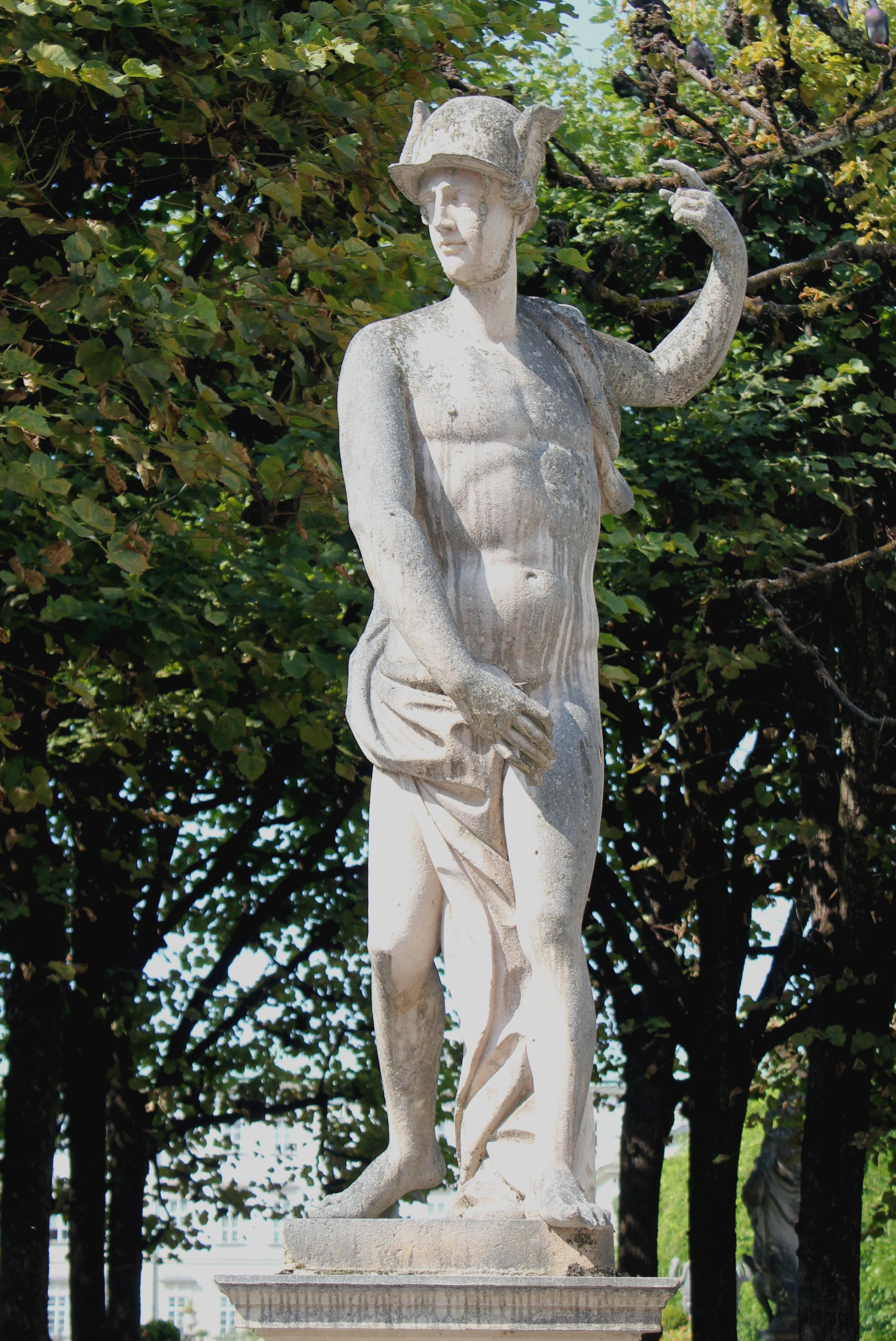
Merkur (Sommer)
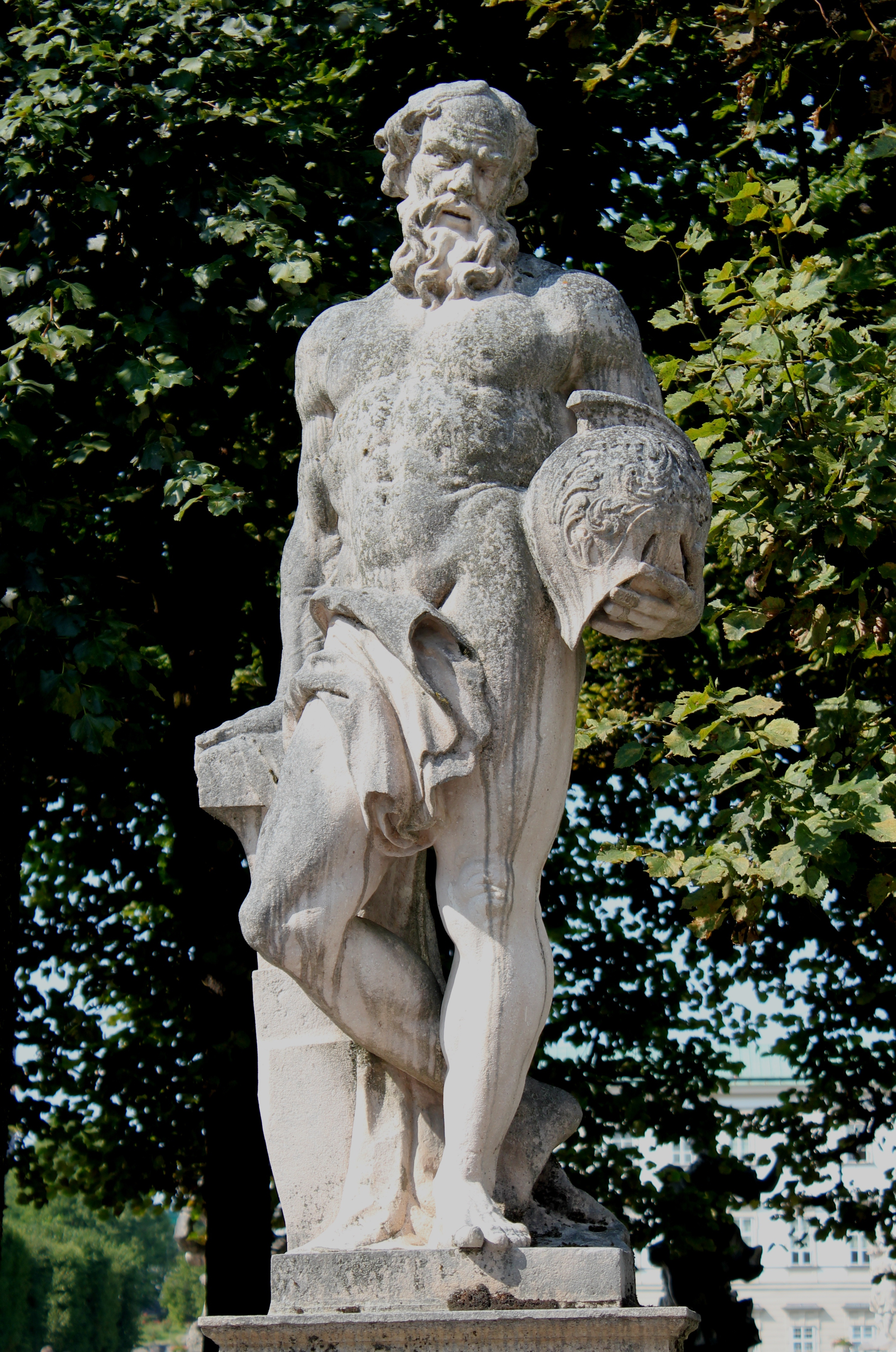
Vulkanus
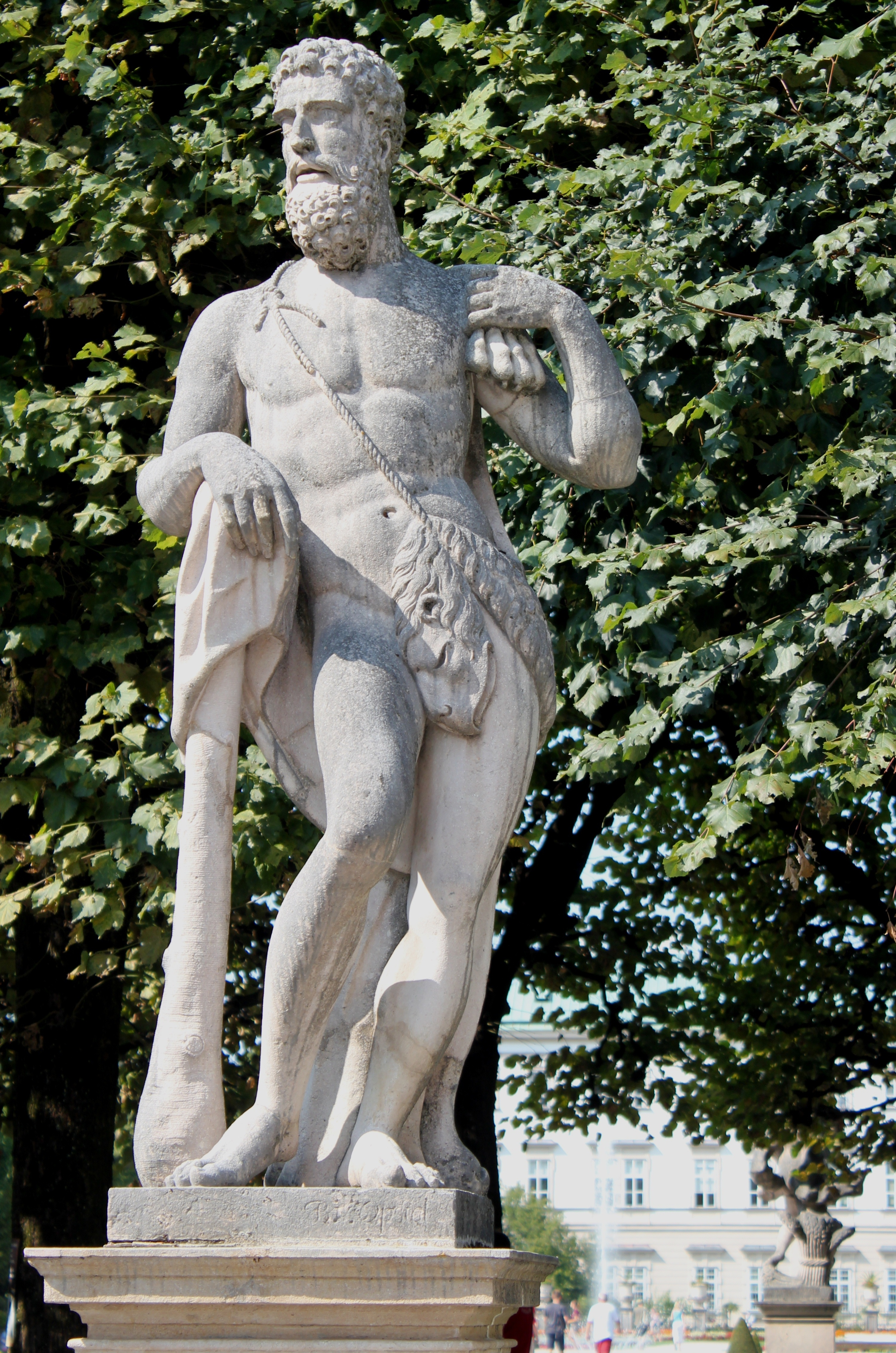
Herkules
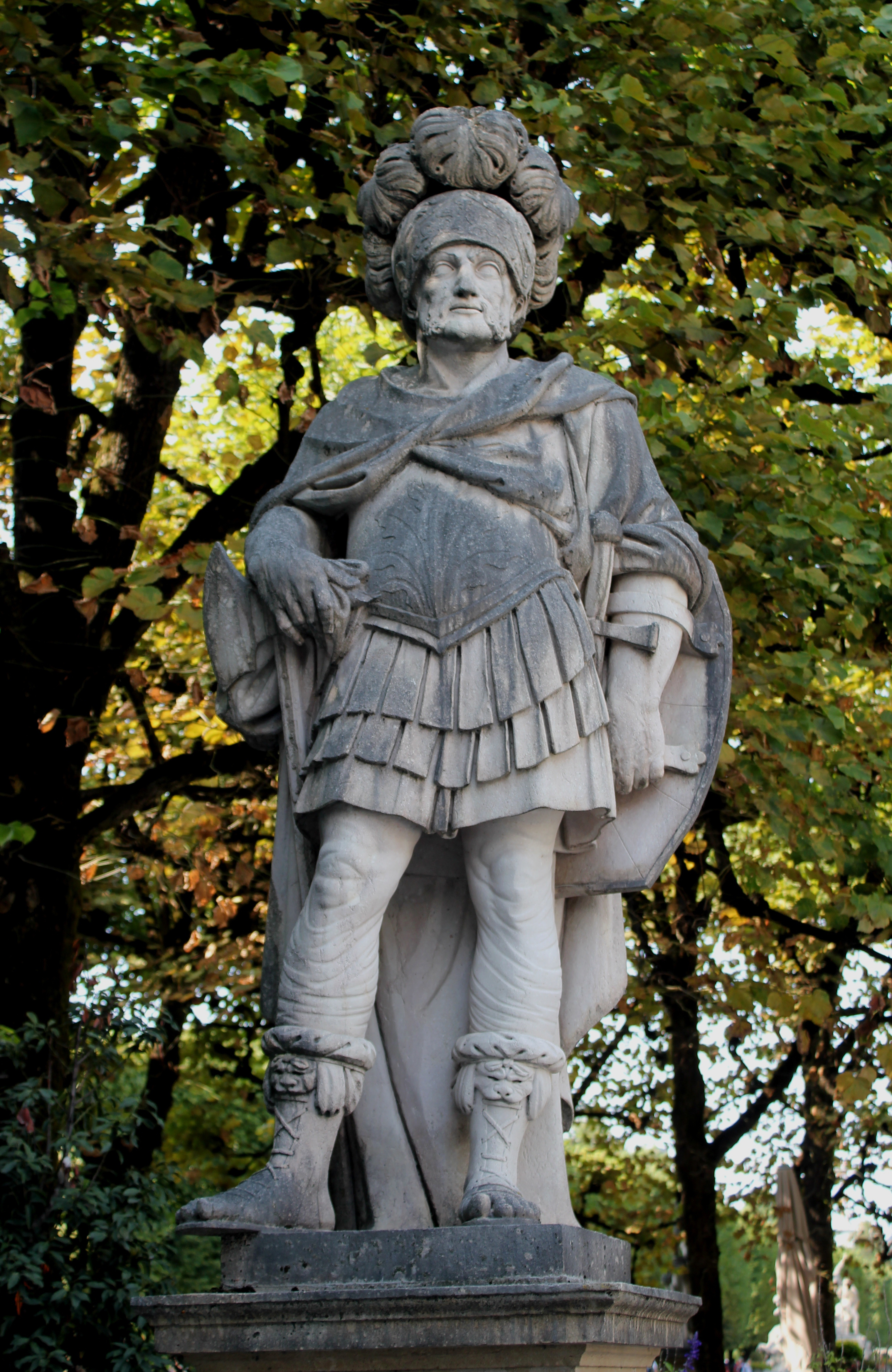
Mars
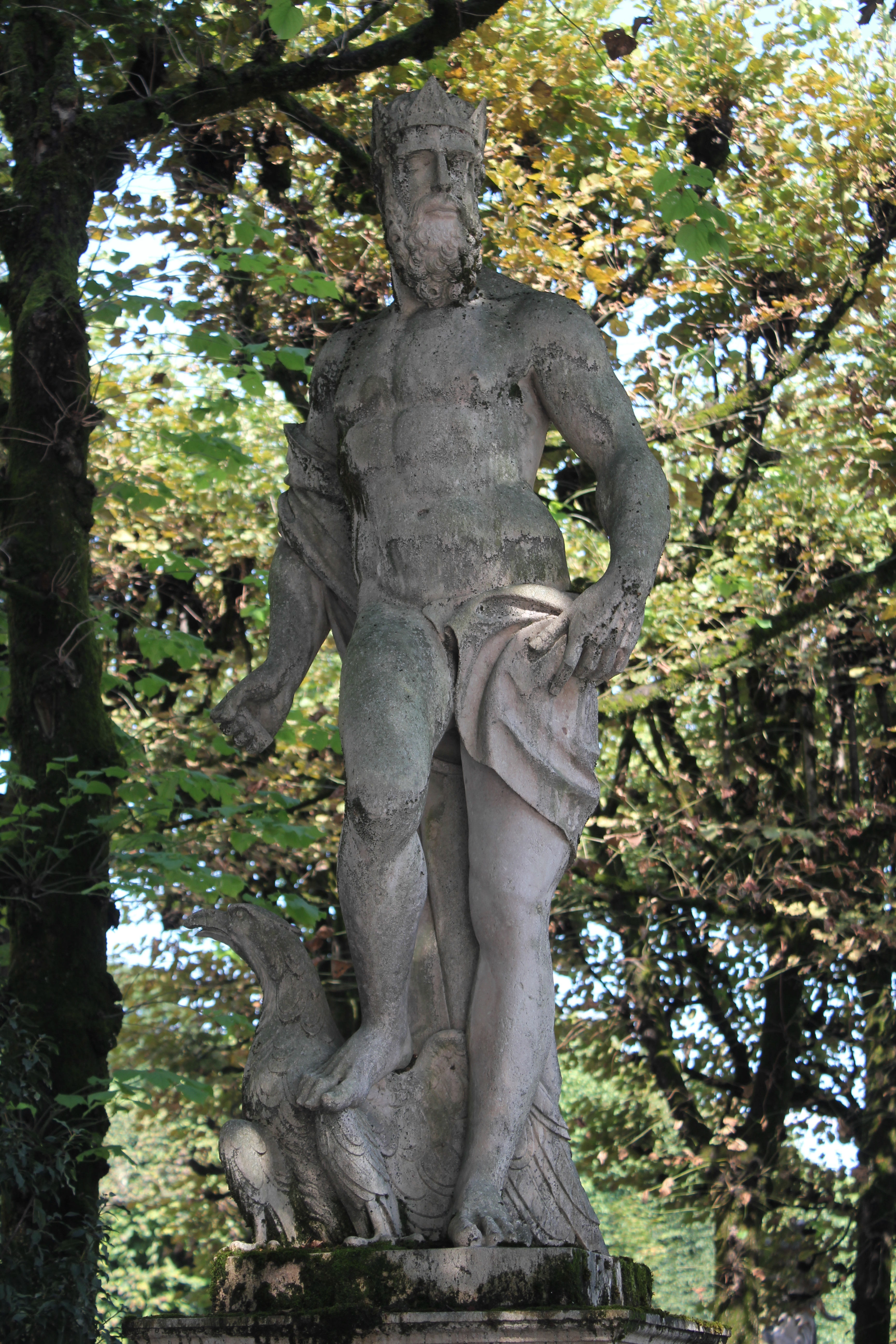
Jupiter
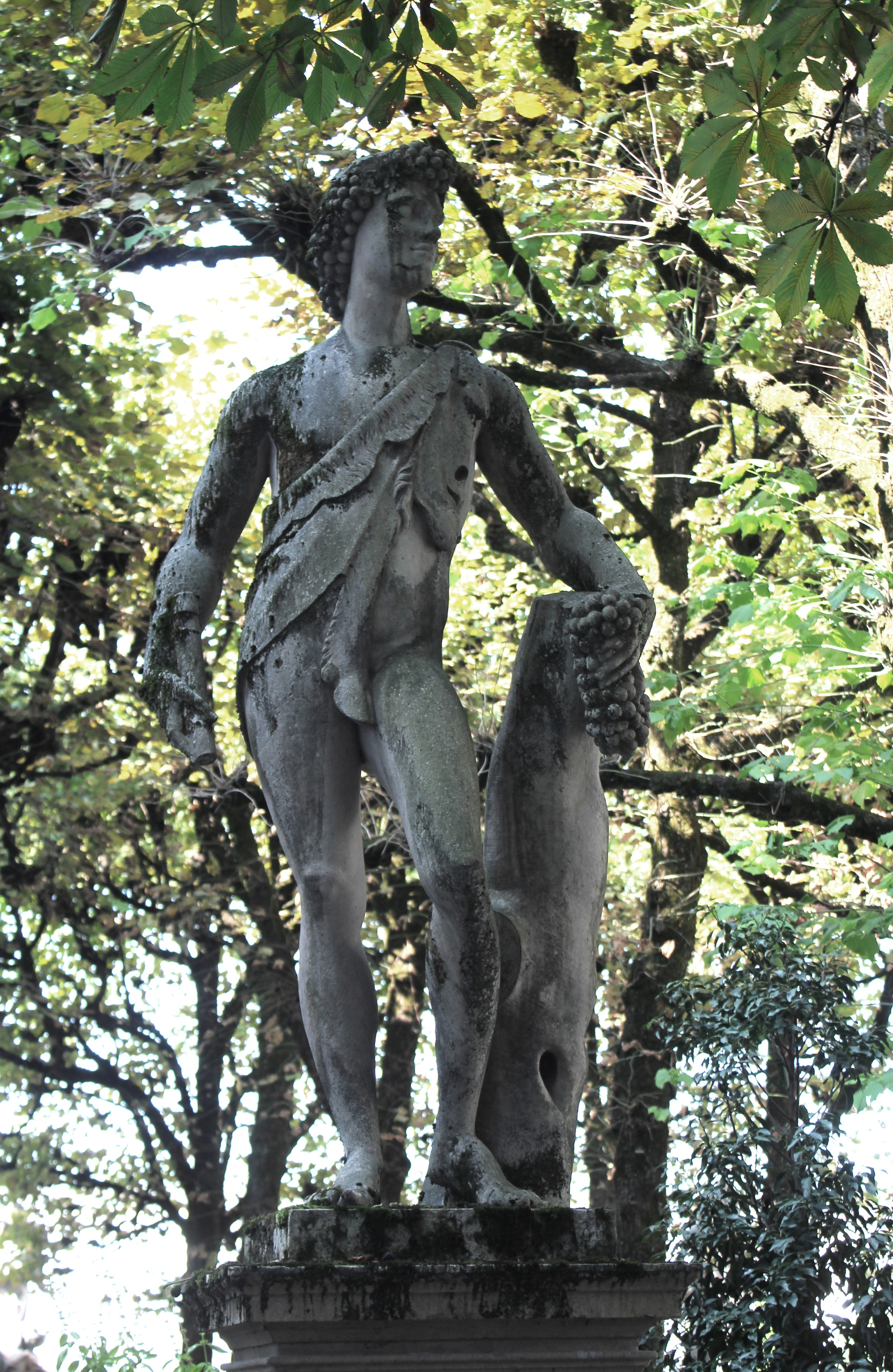
Bacchus (Herbst)
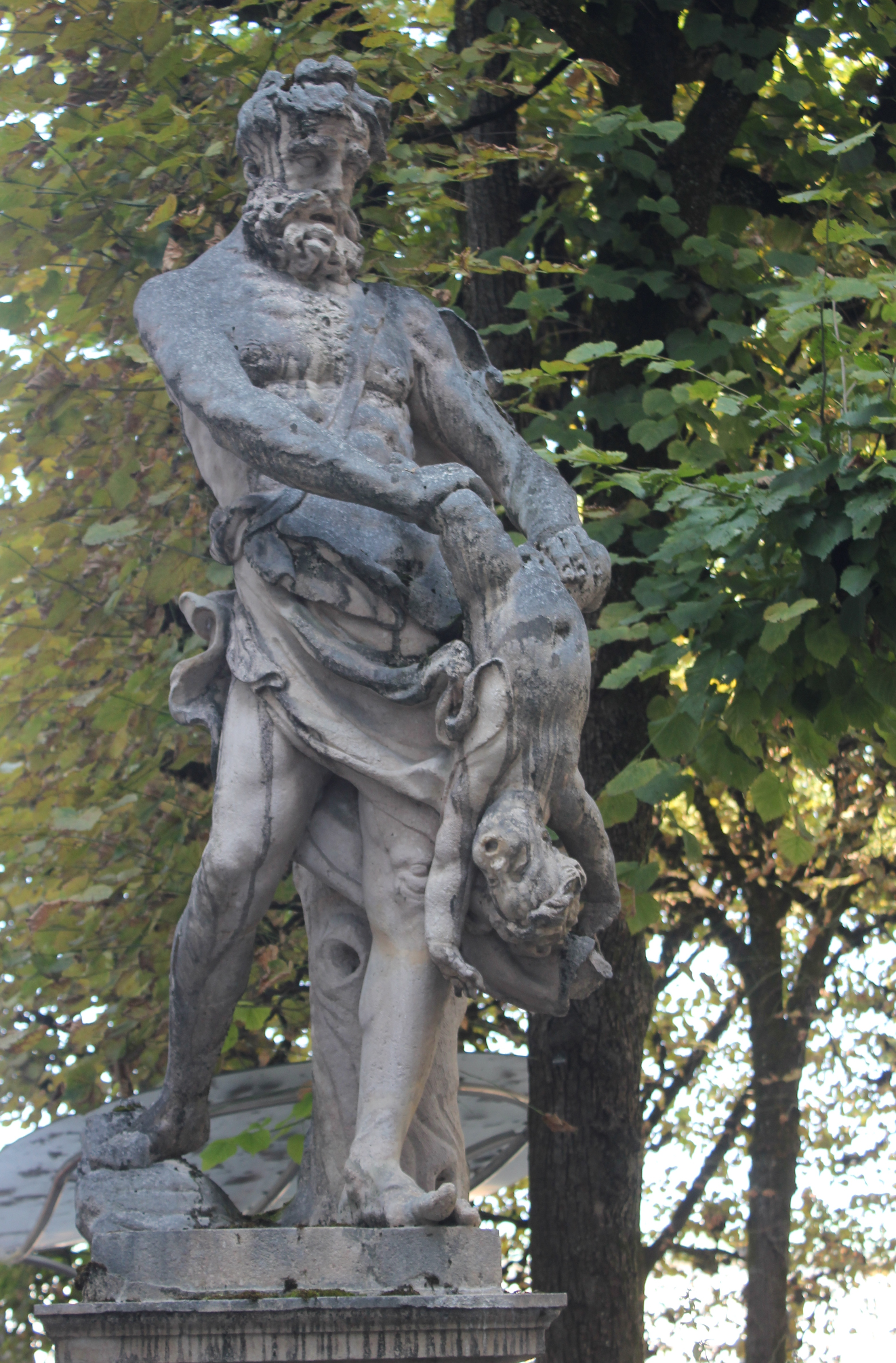
Saturn (Winter)

### Acht antike Göttinnen
Zum Garten hin blicken wieder von Ost nach West betrachtet die acht antiken Göttinnen: Diana mit einer Mondsichel im Haar und von einem treuen Hund begleitet, die wohl für die Jagdfreuden des sonst bescheidenen Lebenswandels des Erzbischofes Johann Ernst Thun steht und Flora, die mit vielfältigen Blumen ein sichtbares Zeichen des Frühlings darstellt. Minerva mit Schild und Medusenhaupt darf als Göttin der Weisheit und der Künste unter den Göttinnen nicht fehlen. Ceres steht mit ihrer Getreidegarbe unverkennbar für den Sommer. Westlich des Zugangsweges folgt Pomona die mit ihrem Früchte-Reichtum den Herbst darstellt. Die nackte Venus einem geflügelten kleinen Amor an der Hand ist Zeichen der weltlichen Schönheiten und der Liebe. Die mit einem dicken Fell bekleidete Vesta stellt mit einem Feuertopf den Winter dar, Juno, Frau des Jupiter mit einer Weintraube und einem Pfau steht für hier für die Beständigkeit. Die weiblichen Figuren stammen von Gregor Götzinger möglicherweise stammen die vier Jahreszeiten auch von Ottavio Mosto.

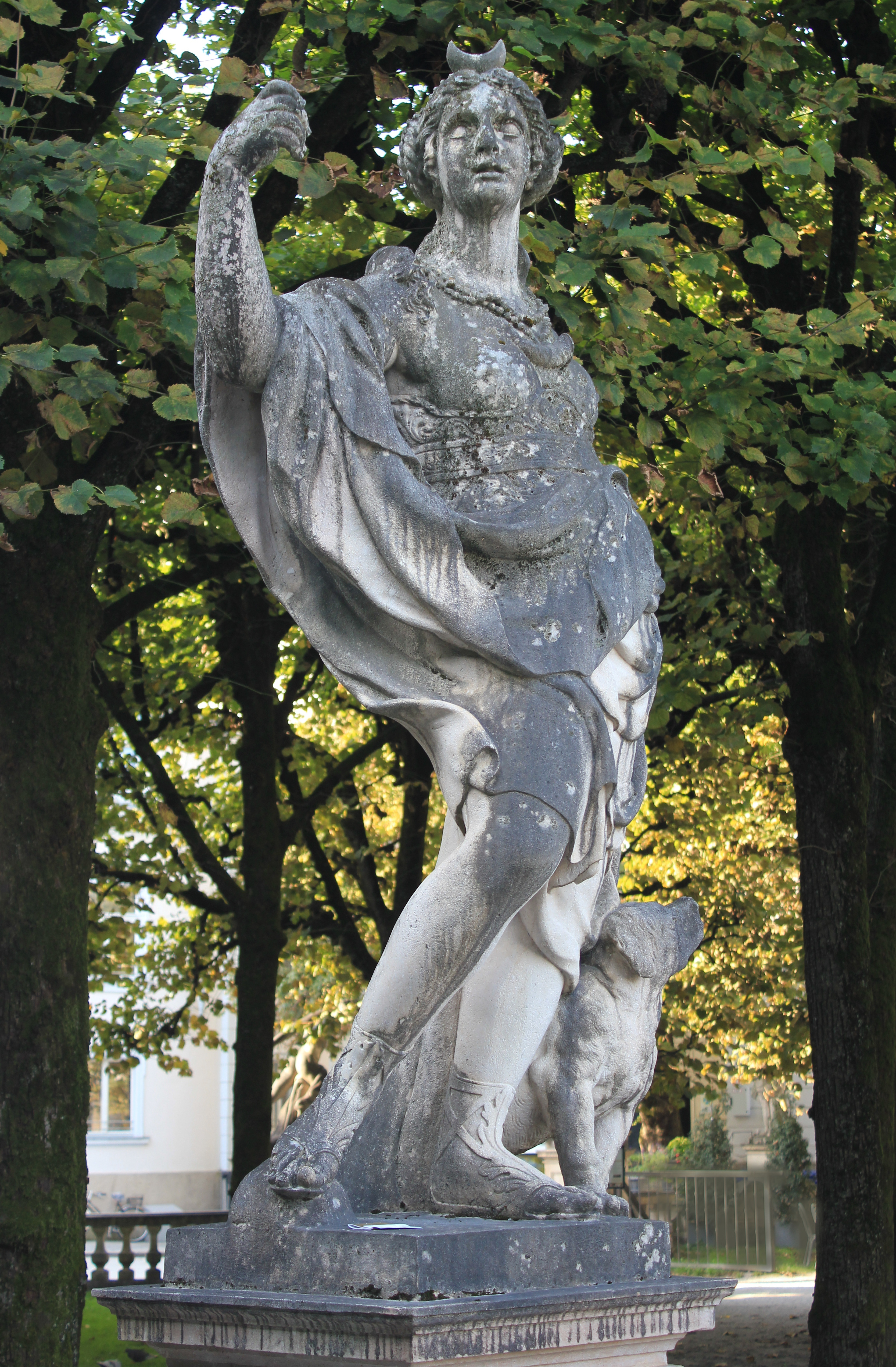
Diana – Jagd
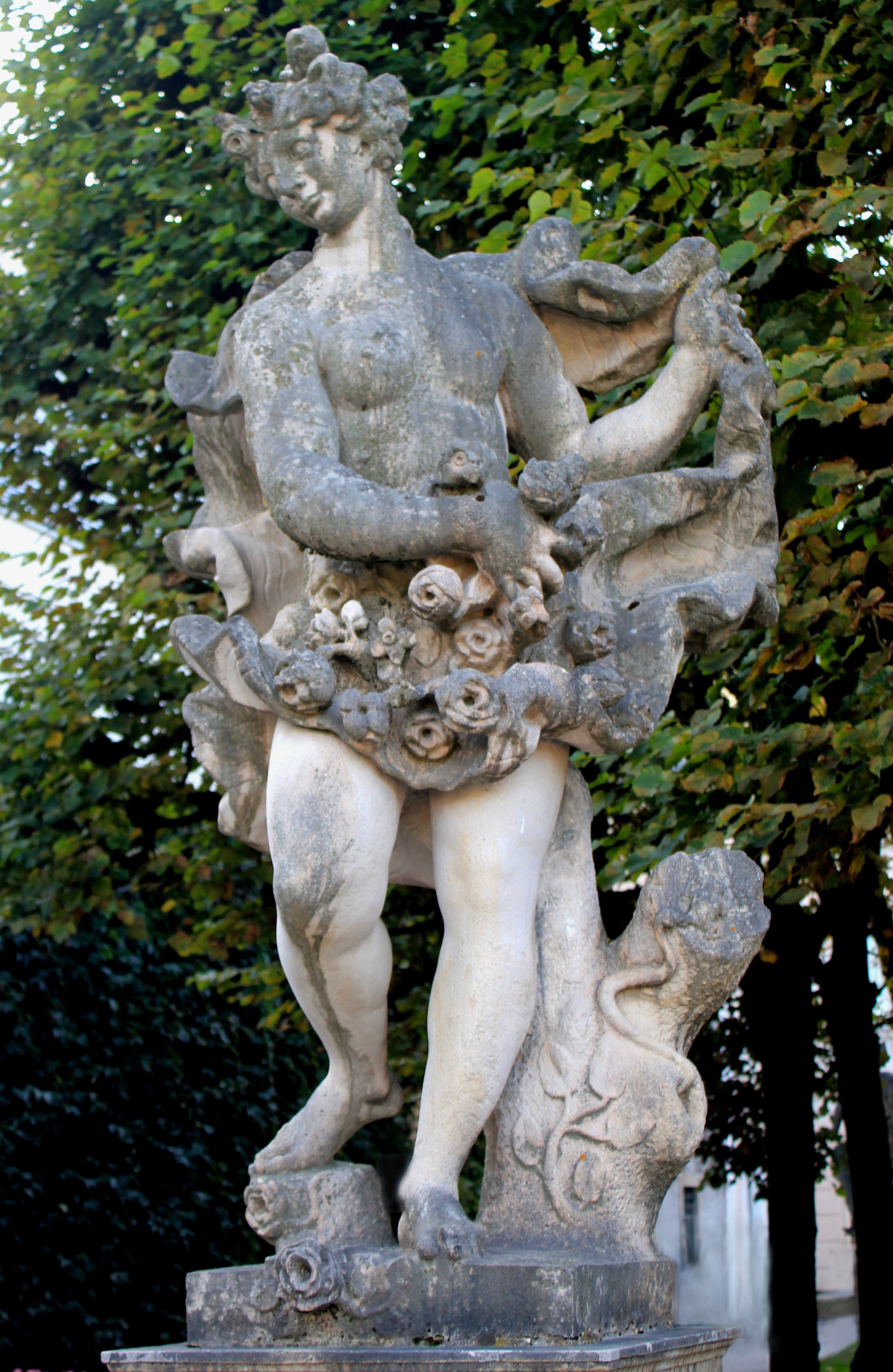
Flora (Frühling)
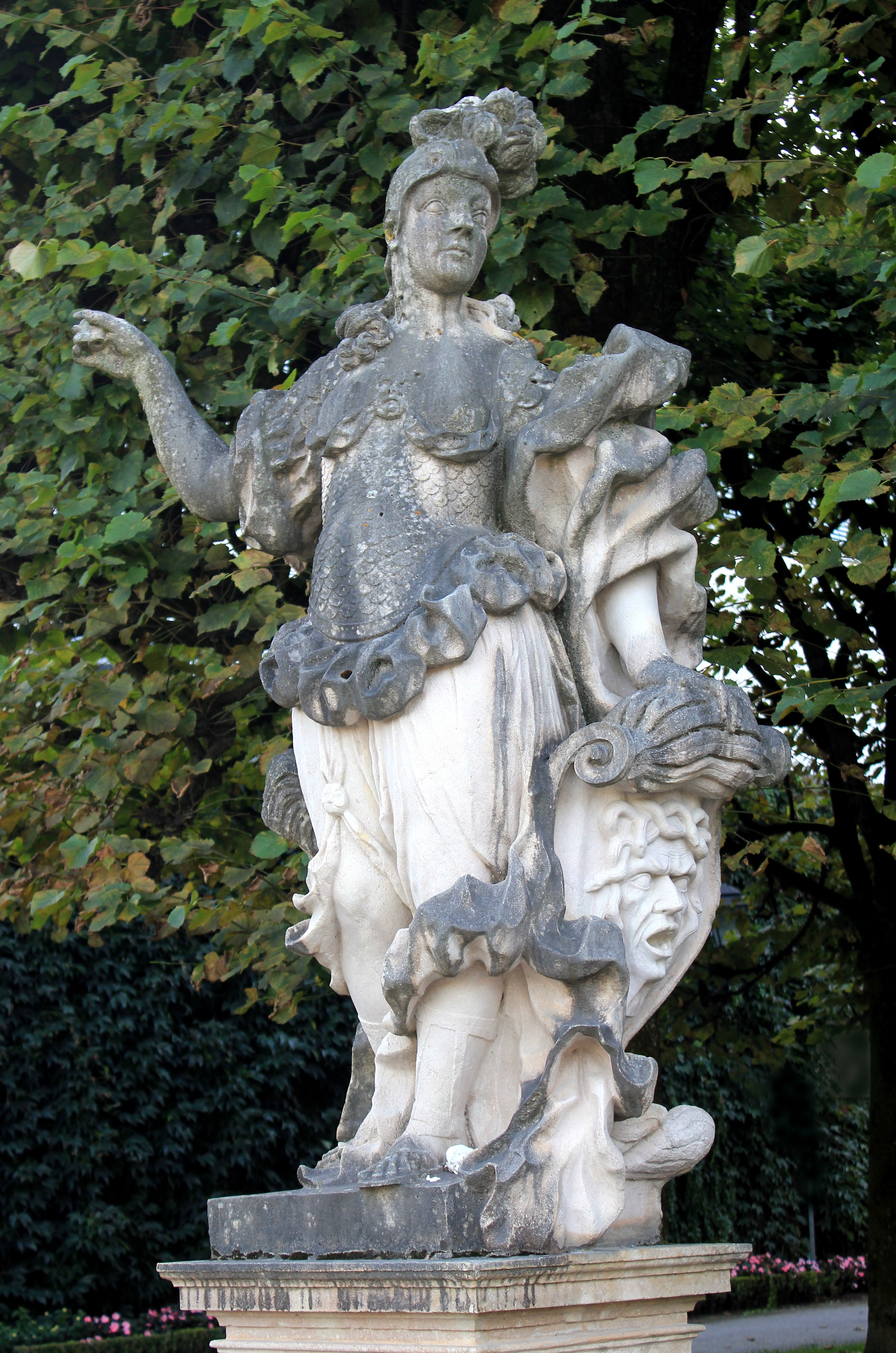
Minerva – Weisheit
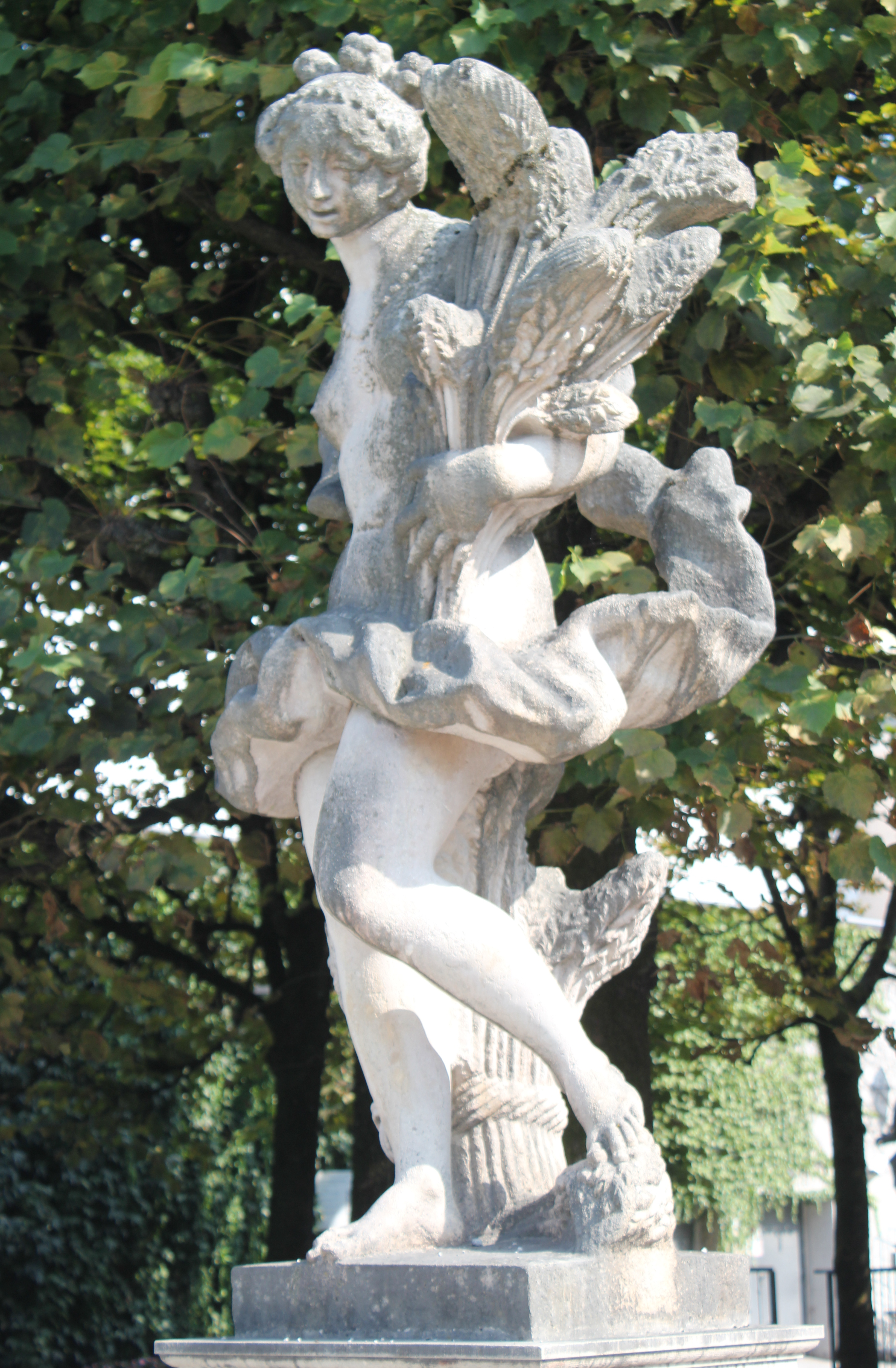
Ceres (Sommer)
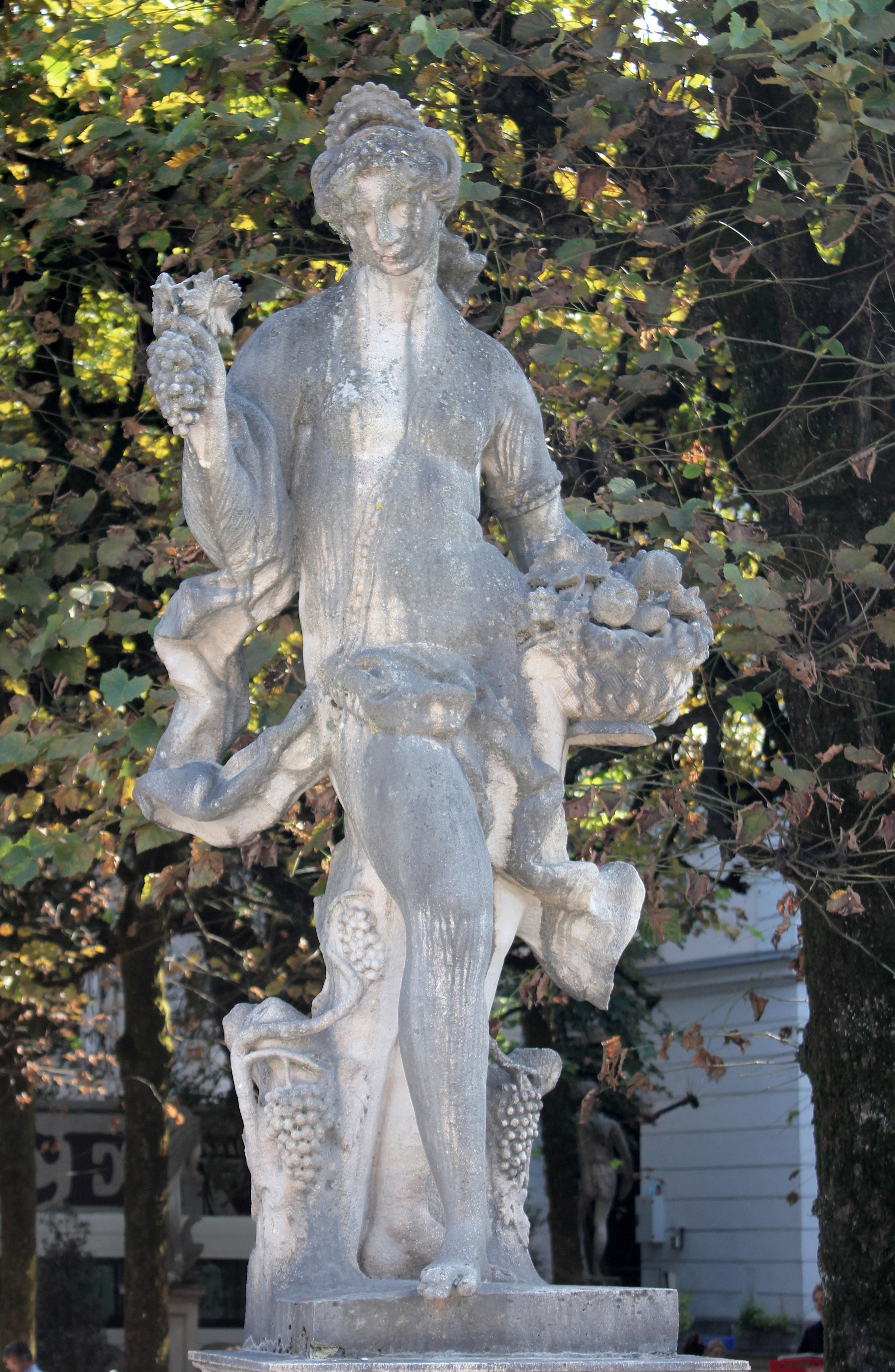
Pomona (Herbst)
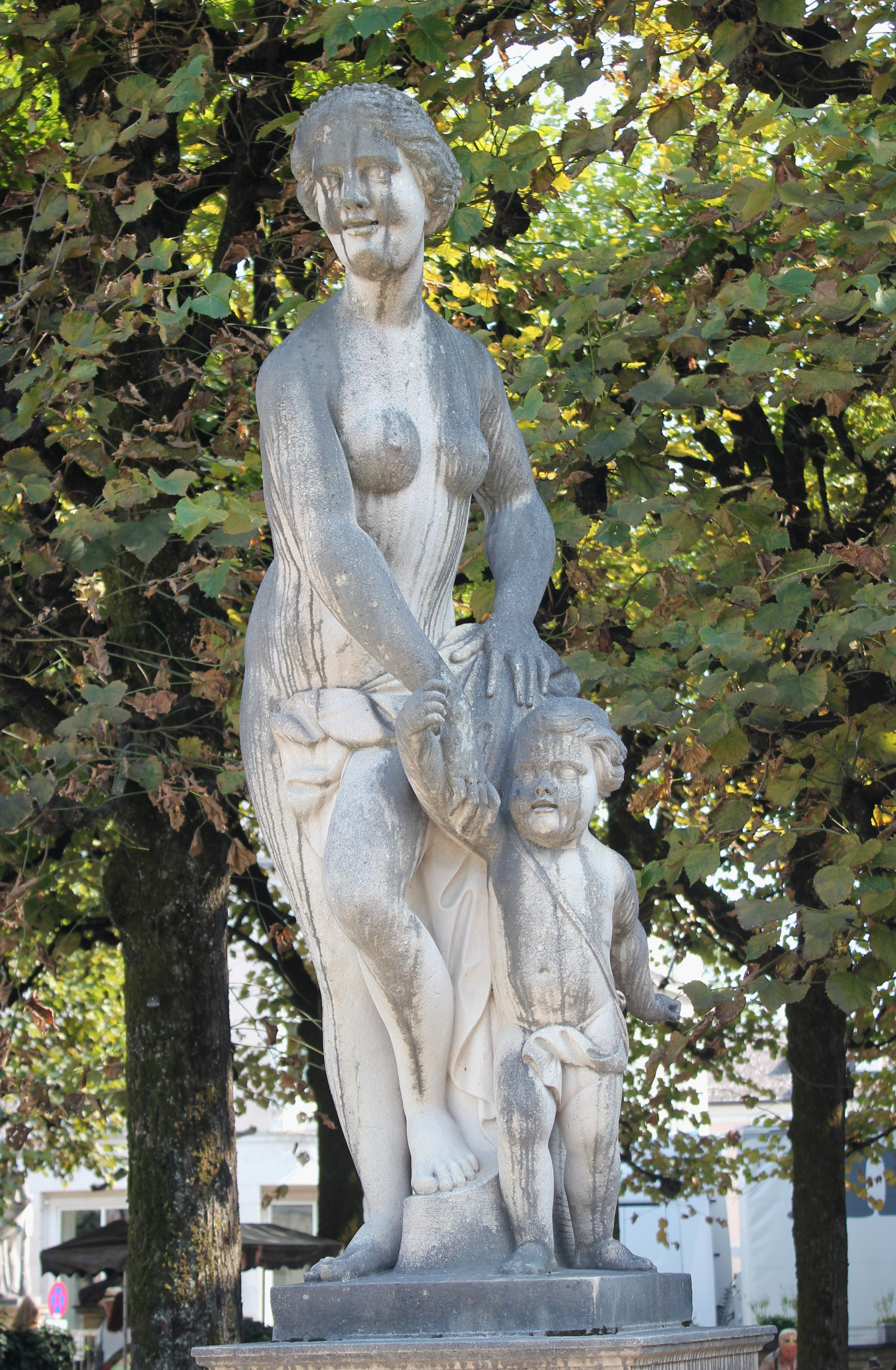
Venus mit Amor – Liebe
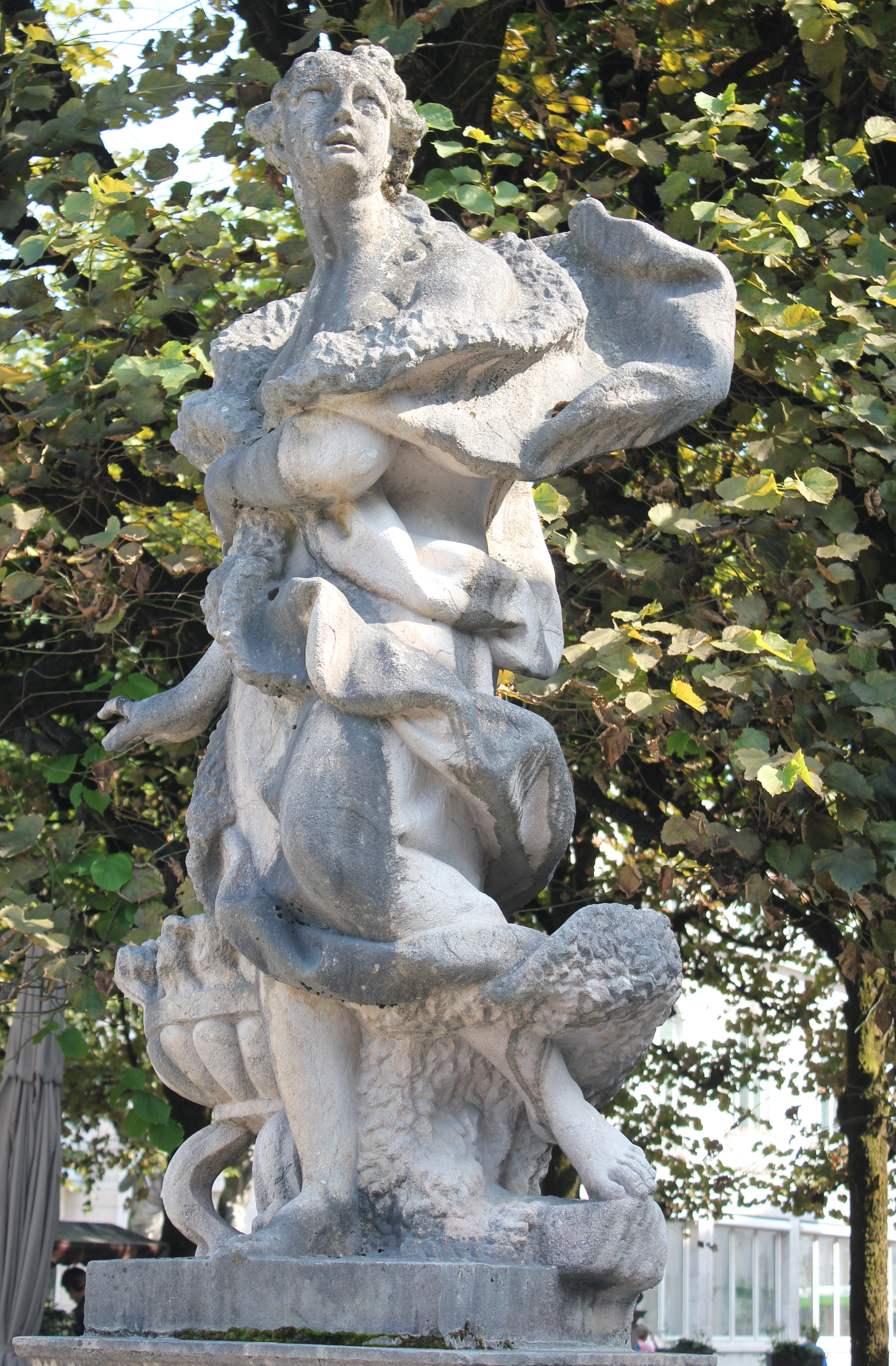
Vesta (Winter)
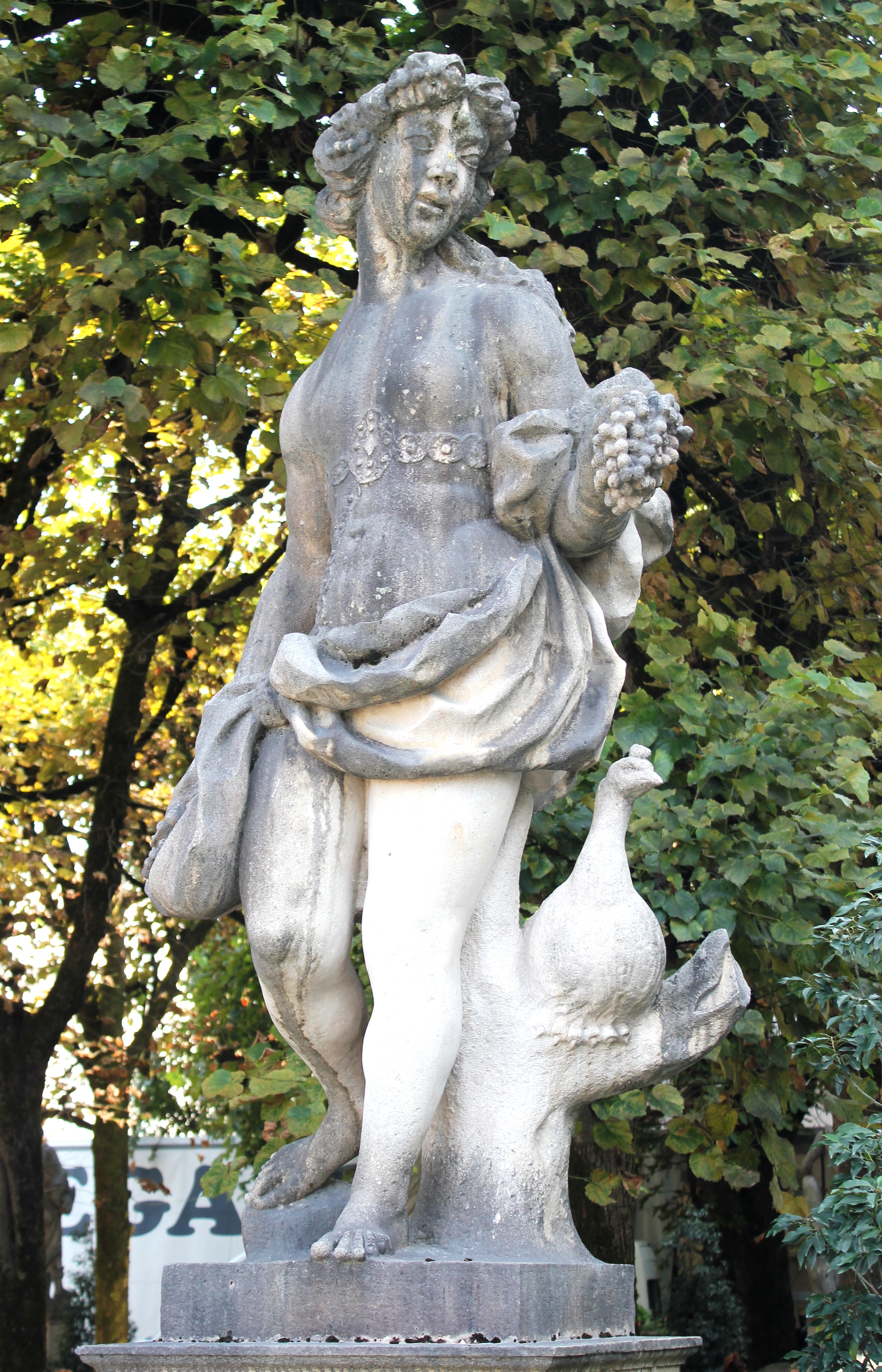
Juno – Ehe und Unsterblichkeit

Die Kopien der berühmten antiken Skulptur des „Borghesischen Fechters“ werden hier als zusätzliche symbolische Wächter des Gartens aufgestellt. Das äußere, künstlerisch wertvollere Paar wird Bernhard Michael Mandl zugeschrieben, das innere Paar, im Ausdruck deutlich „braver“ gestaltet stammt von Andreas Götzinger. An den beiden Postamenten findet sich das Wappen des Salzburger Erzbischofs Johann Ernst von Thun. Der Apoll wurde von Johann Fröhlich, Bacchus, Jupiter, Herkules und Merkur von Bartholomäus von Opstal geschaffen, die weiteren werden Bernhard Michael Mandl zugeschrieben.
Insgesamt hat Fischer von Erlach im Mirabellgarten 28 Götter- und Helden-Statuen (als heiteres Gegenstück stehen auch im Zwergelgarten 28 Zwerge) vorgesehen. Die heute verschollenen kleinen Tritone und andere Kleinfiguren werden dabei nicht berücksichtigt. Erlach folgt damit einer barocken Gestaltungsidee die auch im französischen Versailles zur Ausführung kam. Von den ursprünglich 14 „Wasserstücken“ (d. h. Brunnen) im Mirabellgarten (davon 7 im Großen und kleinen Gartenparterre) sind heute nur noch 3 erhalten. Die Zahl 28 ist eng mit der zeitgemäßen Zahlenmystik verwoben (28 = die „heilige“ Zahl 7 × 4).
Die beiden Löwen und die Einhörner nächst dem Pegasusbrunnen stammen höchstwahrscheinlich aus dem Schlossgarten von Schloss Kleßheim und sind wahrscheinlich ebenfalls von Bernhard Michael Mandl gefertigt. Erzbischof Leopold Anton von Firmian hat diese Figuren, Wappentiere Ernst von Thuns, in Kleßheim gegen seine eigenen Wappentiere, gesternte Hirsche, ausgetauscht.

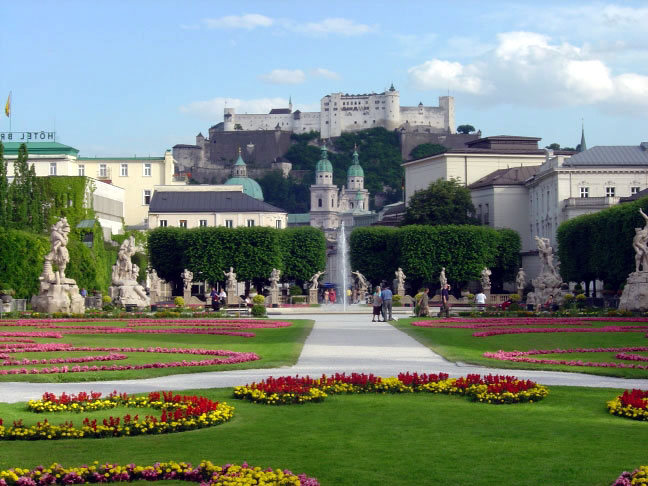
Mirabellgarten mit den vier Raptusgruppen und Blick auf die Festung

1854 wurde der Mirabellgarten von Kaiser Franz Joseph der Öffentlichkeit zugänglich gemacht und präsentiert sich bis heute als gartenarchitektonisches Kleinod. Die Treppenanlage vom Mirabellgarten in den Kurgarten wurde anstelle der (vor 1818 abgetragenen) Sala terrana 1894 von Franz Drobny gestaltet. Der Mirabellgarten wurde schon in der zweiten Hälfte des 19. Jahrhunderts bis zum Ersten Weltkrieg zu einer besonderen Attraktion der Stadt Salzburg. Auch heute wird der Garten von unzähligen Touristen besucht.

## Kleines Gartenparterre mit Pegasusbrunnen

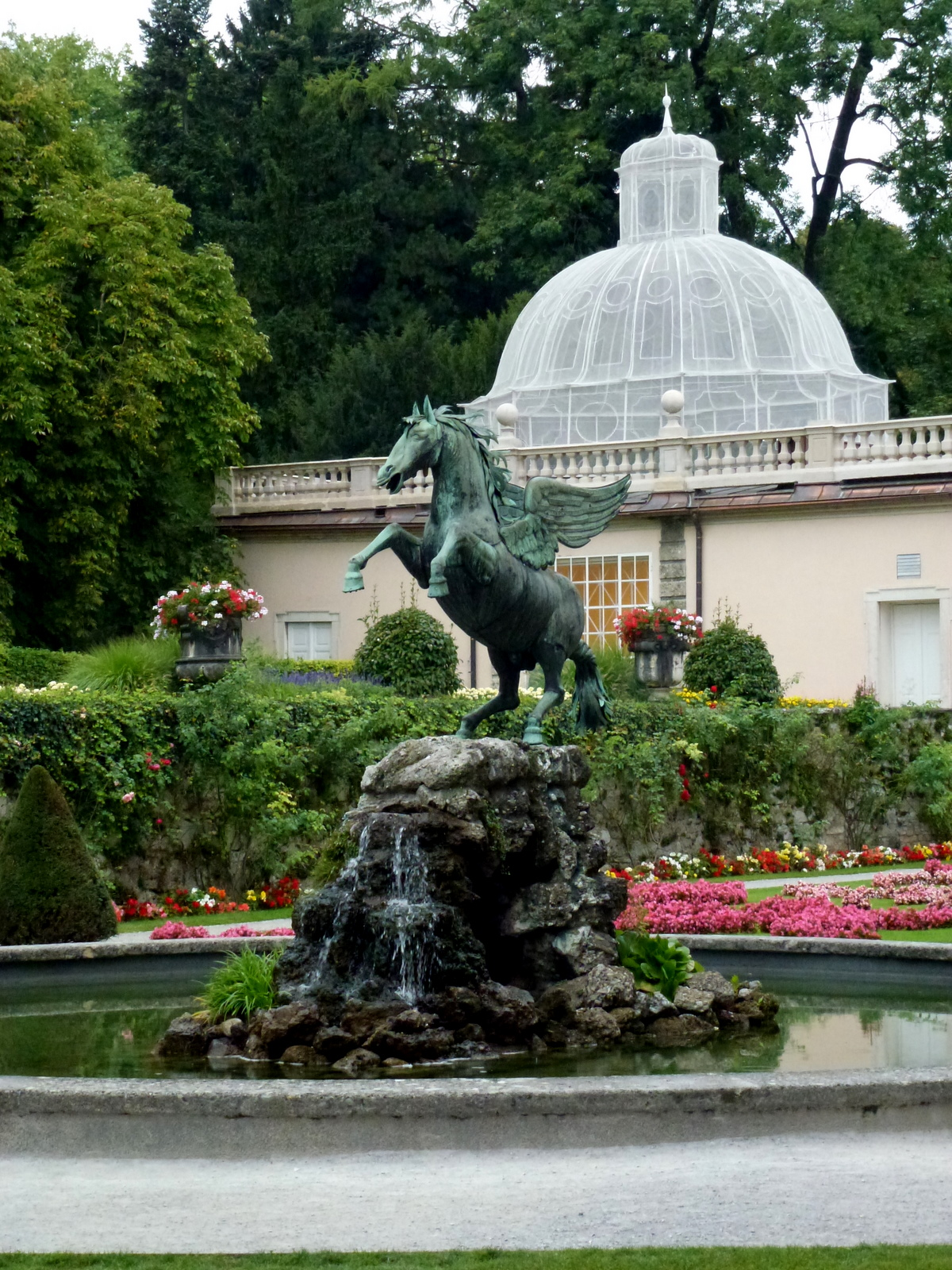
Pegasusbrunnen mit Wasserbecken am nördlichen Ende des Mirabellgartens. Im Hintergrund ist das Vogelhaus zu sehen.

Der Brunnen ist vor allem als beliebtes Fotomotiv für Hochzeitspaare bekannt. Der Innsbrucker Metall-Kunstgießer Caspar Gras, ein „Erzfürstlich Österreichischer Possierer“, der auch das Denkmal von Erzherzog Leopold in Innsbruck gestaltet hatte, stellte das Werk 1661 im Auftrag von Erzbischof Guidobald von Thun für eine Pferdeschwemme am Kapitelplatz her. Der Kupferschmied Maximilian Röck könnte am Guss beteiligt gewesen sein, worauf eine Eingabe der Salzburger Hofkammer aus dem Jahr 1668 schließen lässt. Das zugehörige Wasserbecken diente einst dem praktischen Zweck, Pferde waschen und tränken zu können.
Auf dem Kapitelplatz blieb das geflügelte Ross bis um 1700, dann übersiedelte die Pegasus-Skulptur zur alten Pferdeschwemme auf den Mirabellplatz. Dieser Platz war damals im Westen von der barocken Fassade des Schlosses, gegenüber von einer schmucken Kaserne, der „Neuen Türnitz“ mit ihren langgestreckten Pferde-Marställen, und im Norden und Süden jeweils von mächtigen Torbögen begrenzt. Mit der Aufwertung der dortigen Pferdeschwemme wollte der jüngere Halbbruder von Erzbischof Johann Ernst von Thun und Hohenstein damals das Umfeld seiner Sommerresidenz Mirabell kunstvoller ausgestalten. 1732 wurde diese Pferdeschwemme von Franz Anton Danreiter neu gestaltet und vergrößert, wobei der Pegasus an seinem Platz blieb. Neu hinzu kamen aber die beiden Einhörner und die beiden Löwen (wohl aus Schloss Kleßheim stammend), die heute in der Nähe des Pegasusbrunnens im Mirabellgarten zu sehen sind.
Nach dem großen Brand in der Neustadt 1818, dem nicht nur der Turm über der Hauptfassade des Schlosses, sondern auch viele Häuser am rechten Salzachufer zum Opfer fielen, musste die Pferdeschwemme mit dem Pegasus erneut weichen. Die Bronzeskulptur wurde daraufhin eingelagert und geriet bald in Vergessenheit. 1836 wollte man sie beinahe versteigern, da man ihren künstlerischen Wert und die geschichtliche Bedeutung nicht erkannte.
1842 erhielt das Flügelross auf dem damaligen „Hannibalplatz“, dem heutigen Makartplatz, einen neuen Standort. Schon 1859 kam aber die Figur wieder ins Depot des neu gegründeten Städtischen Museums „Carolino Augusteum“ (Salzburg Museum). Erst 1913 erinnerte man sich wieder der alten Pferdeskulptur und stellte Pegasus nun auf die aus Konglomeratsteinen aufgebaute Felsenbrücke in der Mitte eines alten runden Brunnenbeckens im Mirabellgarten auf. Hier fügt sich die Pegasus-Statue gut in ihre Umgebung mit den weiteren Statuen und Skulpturen ein.
Die Skulptur zeigt Pegasus, in jenem Augenblick, in dem er sich grazil in die Lüfte erhebt. So wird der Brunnen unter dem Pferd zur Quelle Hippokrene und der kleine Fels zum Berg Helikon. Diese Quelle bekam schon auf dem Kapitelplatz einen wichtigen christlichen Bezug, indem Pegasus auf das Kreuz der nahen Domkuppel hinblickte. Als Guidobald von Thun und Hohenstein zum Kardinal erhoben wurde, entstand ein bekannter Stich im Auftrag des Fürsten, der das Horn der Wappentiere der Thun zeigt, in dem das Wasser der „Helikon-Quelle“ am Kapitelplatz gesammelt wird, um den Strahl in einen oben geöffneten Globus zu leiten und das so den Erzbischof als Bauherrn würdigt. Damit sollte zudem die Wohltätigkeit und tätige Frömmigkeit des Erzbischofs auf Erden dargestellt werden. Auch am heutigen Standplatz blickt die Skulptur des Pegasus auf die Altstadt und den Dom.
Der westliche Teil des Gartens wurde vermutlich von Fischer von Erlach nach entfernt französischen Vorbildern angelegt. Gut dokumentiert ist er unter anderem durch den 1715 vom bekannten Gartenarchitekten Matthias Diesel erstellten Plänen oder jenen von Franz Anton Danreiter. Das Heckentheater und das Bosquet war damals noch deutlich aufwändiger gestaltet als heute. Das Heckentheater ist eines der ältesten Naturtheater Europas und gemeinsam mit dem fast gleich alten Schloss Herrenhausen in Hannover das älteste Heckentheater im deutschen Sprachraum.
Auf der alten Basteimauer westlich des Schlosses befindet sich neben dem kleinen Gartenparterre das Vogelhaus (um 1730 z. T. neu gestaltet) mit einer kuppelförmigen ehemaligen Voliere auf dem Dach. Die großen kunstvollen Volieren im Süden des Vogelhauses bestehen nicht mehr. Im Vogelhaus wurden einst nicht nur verschiedene Singvögel und große Greifvögel gehalten, sondern in winzigen Käfigen auch einige andere Wildtiere. Deren Gefangenschaft endete erst 1940.

## Boskett
Das typische barocke Bosquet (von französisch le bosquet = „Wäldchen“, „Gehölz“) war ein kunstvoll geschnittenes „Wäldchen“ im barocken Mirabellgarten des Fischer von Erlachs. Das Boskett folgte auch hier dem für barocke Schlossgärten typischen Anordnung seitlich neben dem Gartenparterre. Der Baum- und Heckenbestand war von einer geradlinigen Achse mit saalartigen Aufweitungen durchzogen und wurde von hohen äußerst kunstvoll geschnittenen Hecken gesäumt. Das Boskett bildet so ein Gegenstück zum Schlossgebäude mit seinen Gängen, Treppen und Sälen und wurde auch ähnlich wie die Innenräume des Schlosses genutzt: Es diente für Aufführungen kleiner Kammerkonzerte oder für andere kleine Vergnügungen. Ursprünglich besaß das (westliche) Boskett von Schloss Mirabell fünf kleine Säle sowie einen Durchgangssaal zum Heckentheater. Die Heckensäle besaßen mittig jeweils einen kleinen Brunnen, der südlichste Brunnen war als Springbrunnen ausgebildet. Heute besteht das westliche Boskett aus einer dreireihigen „Allee“ aus Winterlinden, die durch regelmäßigen Schnitt in geometrisch würfelige Form gebracht sind sowie aus einem Laubengang mit einem Rundbogen-Spalier. Das mirabellplatzseitige östliche Boskett direkt neben der kleinen Orangerie besteht heute nicht mehr.

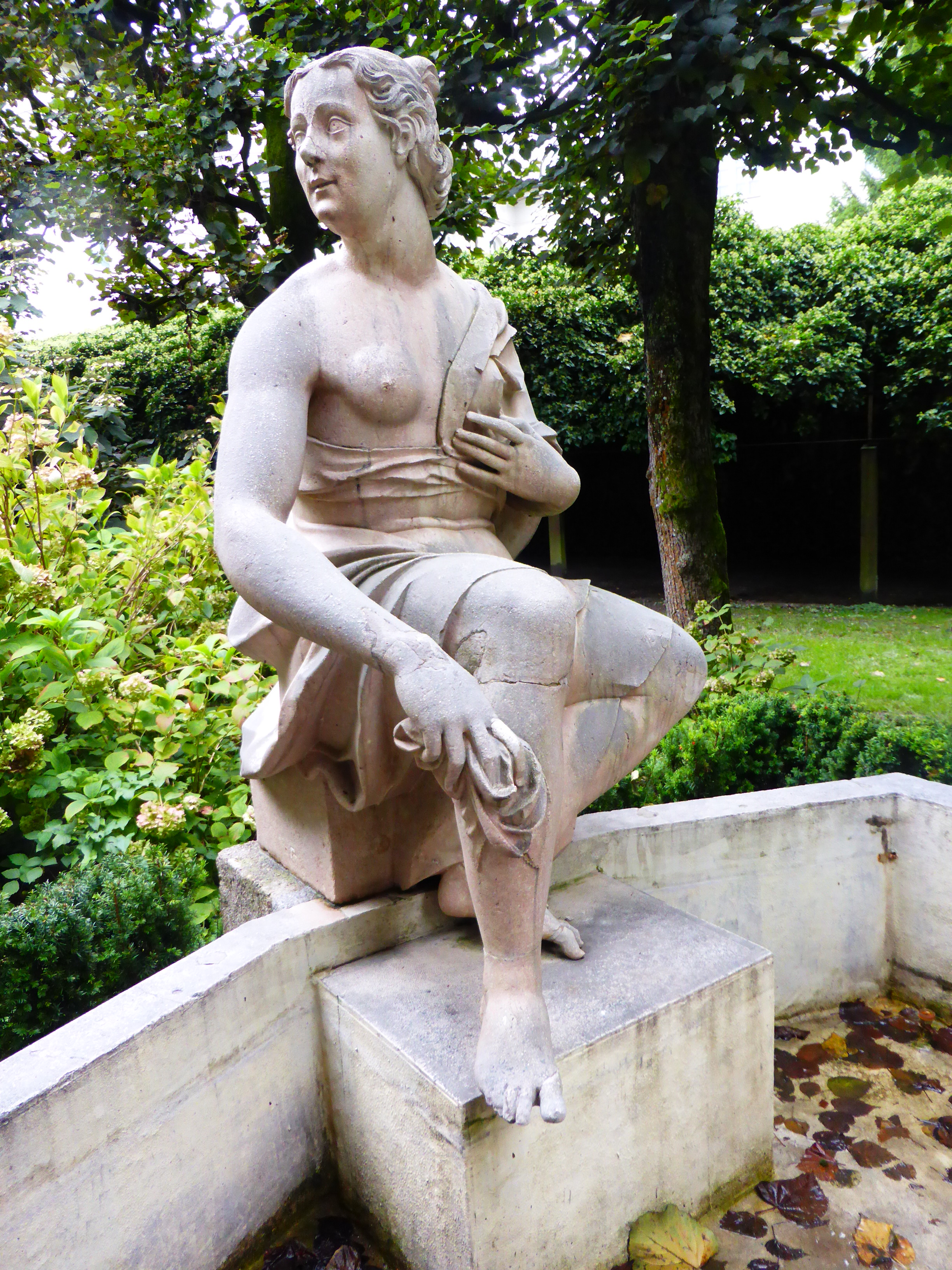
Susannabrunnen

Neben der Großen Fontäne und dem Pegasusbrunnen steht im Boskett ein weniger bekannter Brunnen: der Susannabrunnen, der sehr wahrscheinlich von Hans Waldburger stammt und nach 1610 geschaffen wurde. Er übersiedelt wohl im späten 19. Jahrhundert in den Mirabellgarten.

## Orangerie und Rosengarten

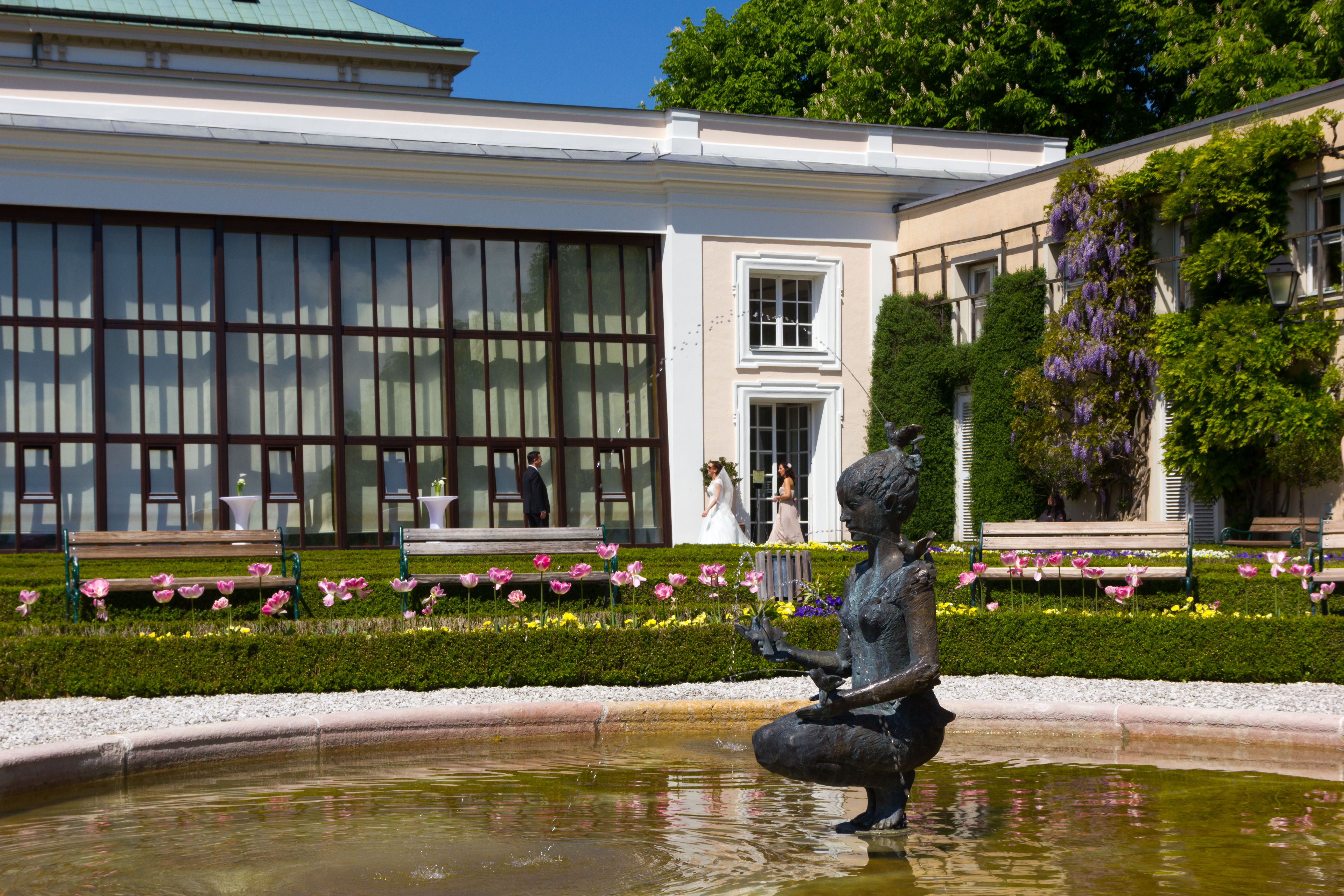
Blick zur Orangerie mit Papagenabrunnen im Vordergrund

Die Orangerie im Süden des Schlosses mit dem Palmenhaus neben dem Großen Gartenparterre entstand in der heutigen Form um 1725. Dieser Garten diente ursprünglich vor allem zur Zucht von Orangenbäumchen und anderen exotischen Ziergehölzen, die im Vorwinter ins Glashaus gebracht wurden, um den Winter frostfrei zu überstehen. In der Barockzeit galten Orangenbäume als Metapher der fürstlichen Tugend schlechthin, die orangefarbenen Früchte dieses Zitrusbaumes wurden dabei mit den goldenen Äpfeln aus dem Garten der Hesperiden gleichgesetzt. So durfte auch im fürstlichen Barockgarten Mirabell eine Orangerie nicht fehlen.
Die Orangerie im Osten des Wasserparterres wurde im 20. Jahrhundert noch nach dem Zweiten Weltkrieg anderwärtig genutzt und wurde erst nach 1980 wieder eine Orangerie. Dabei wurden alte Pläne von Danreiter neu belebt. Das südliche Gebäude der Orangerie wurde bis etwa 2012 als Barockmuseum genutzt, das nördliche Gebäude dient nach wie vor als Glashaus.
Im Orangeriegarten ist heute mittig der Papagenabrunnen mit einer Papagenafigur von Josef Magnus aus dem Jahre 1984 aufgestellt.
Der Rosengarten, in der Barockzeit als „Großer Pomeranzengarten“ angelegt, wurde um 1955 wieder als Ziergarten wiederbelebt. Zuvor war er in der Not der Nachkriegsjahre zur Anzucht von Gemüse genutzt worden. Dieser Garten mit seinen Zierrosenbeeten ist unmittelbar südlich des Schlosses Mirabell gelegen. Er wird von einem Gitterzaun und von 17 kunstvollen Marmorvasen – einst für Zitrusbäumchen – begrenzt, die nach Entwürfen Fischer von Erlachs geschaffen wurden.

## Zwergerlgarten
Der Salzburger Zwergerlgarten wurde 1690/91 im Zuge der barocken Umgestaltungen des Mirabellgartens durch Johann Bernhard Fischer von Erlach im Auftrag von Erzbischof Johann Ernst Graf Thun und Hohenstein gestaltet. Der Zwergerlgarten umfasste ursprünglich 28 Zwerge aus weißem Untersberger Marmor. Sie bilden ein Gegenstück zu den 28 Marmorstatuen im Großen Gartenparterre und im Lindenhain. Die Zwerge wurden vermutlich unter einem Künstlerkollektiv unter Leitung von Ottavio Mosto und Bernhard Michael Mandl geschaffen, in dem auch Sebastian Stumpfegger und Hans Schwäbl mitarbeiteten. Er ist – soweit bekannt – der älteste Zwergengarten Europas. An vielen europäischen Fürstenhöfen waren in der Barockzeit kleinwüchsige Menschen Teil des Hofstaates, die wegen ihrer Treue und Loyalität hoch geschätzt wurden. In Salzburg war Franz Meichelböck (1695–1746) unter Johann Ernst Graf Thun und Hohenstein und Franz Anton Graf Harrach ein allseits hoch geachteter Hofzwerg. Die Wiederherstellung des einst prachtvollen Zwergerlgartens am ursprünglichen Ort ist mittelfristig geplant.

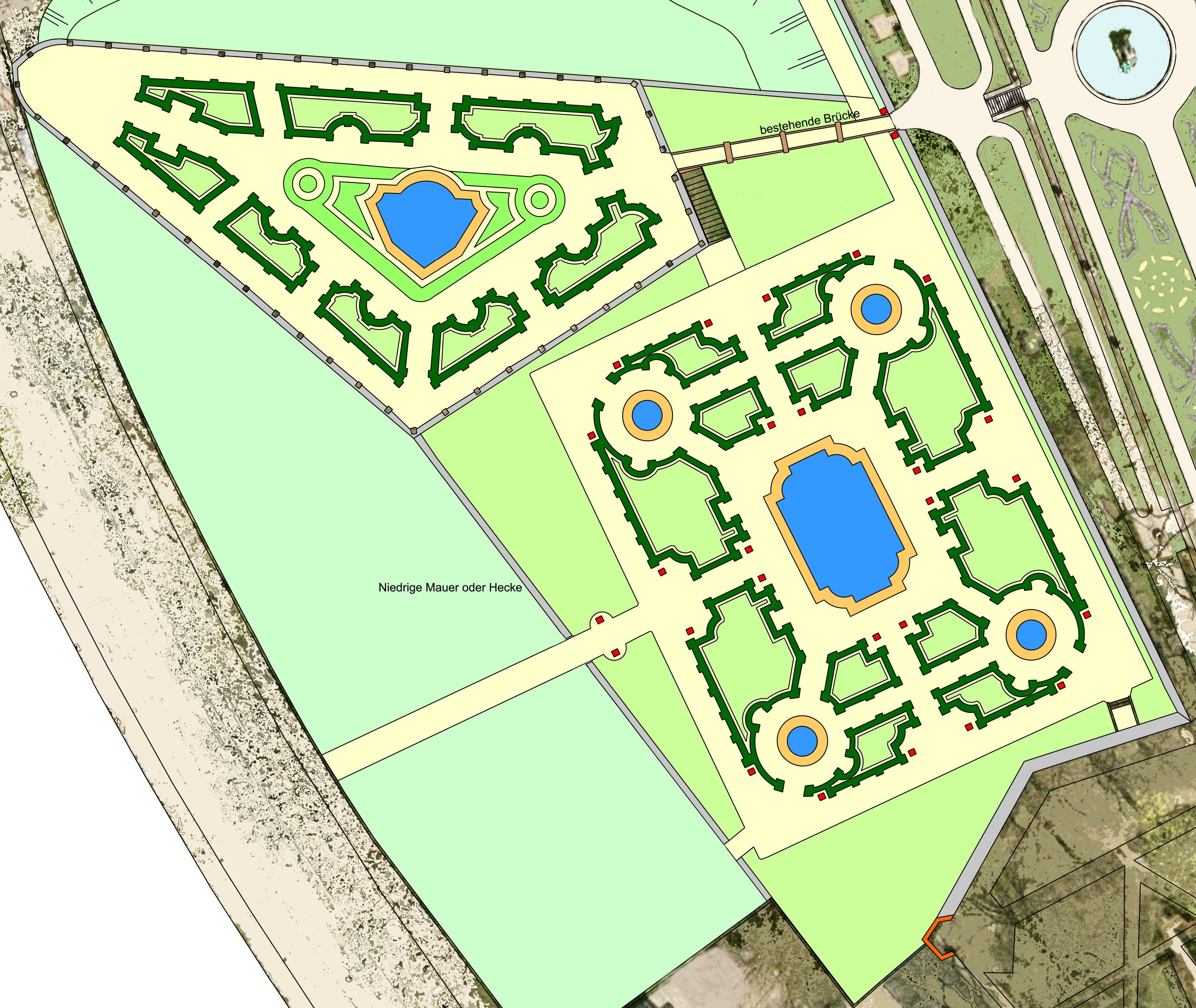
Der alte Zwergerlgarten – kleine rote Quadrate sind Zwergenstandorte
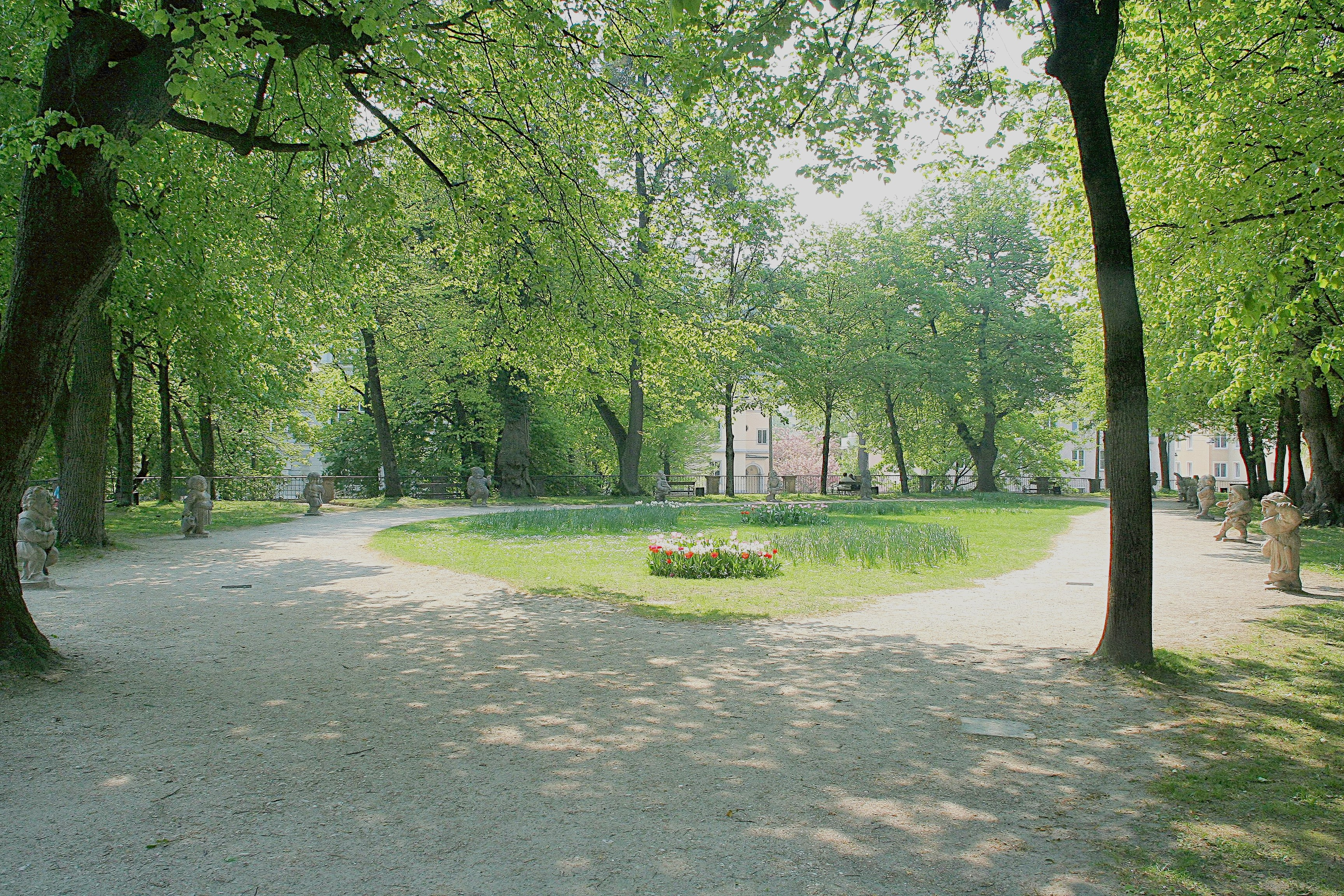
Zwergenaufstellung vor 2018 im Bastionsgarten
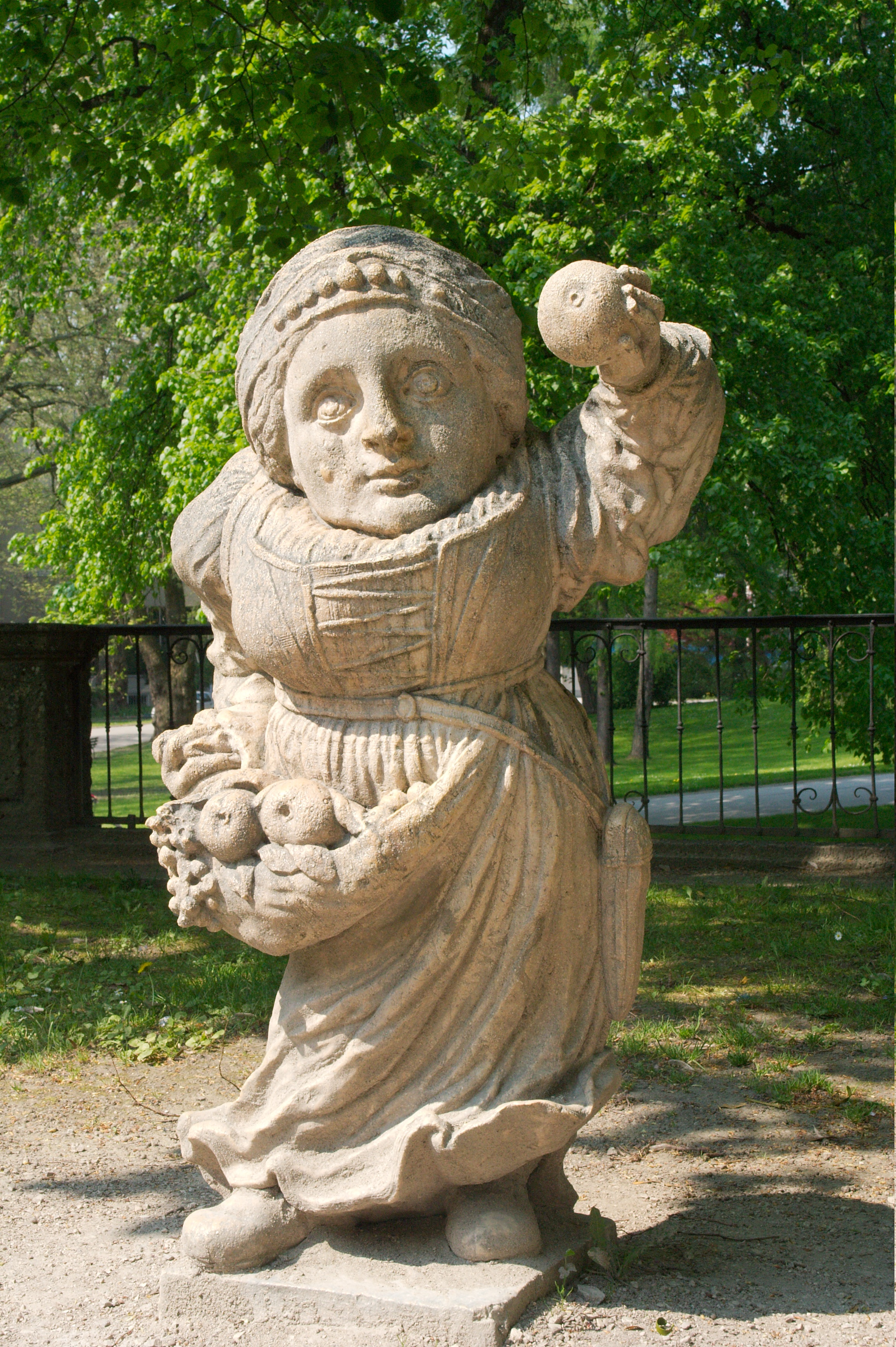
Zwergin mit der Obstschürze
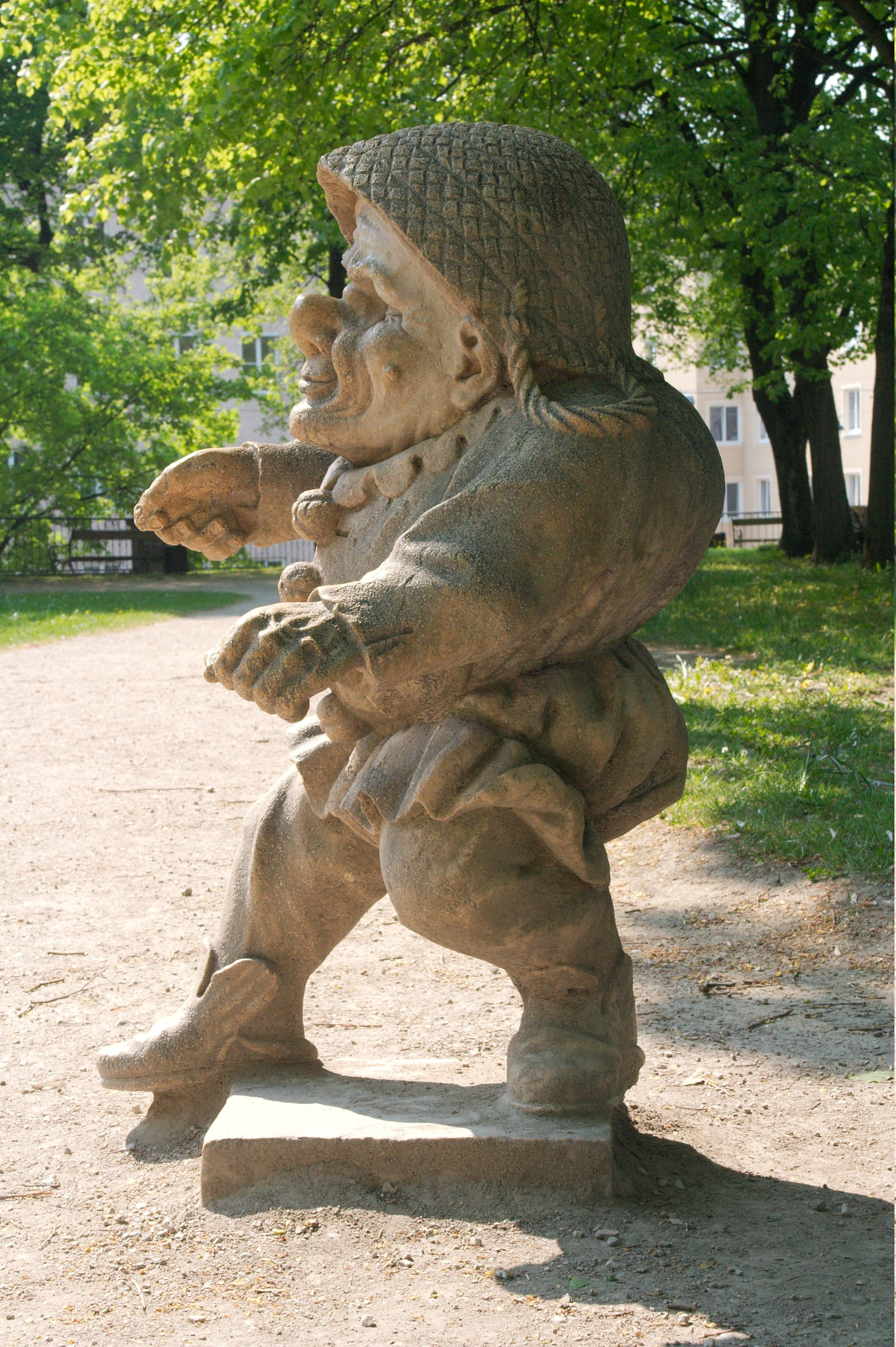
Zwerg mit dem Strohtaschenhut
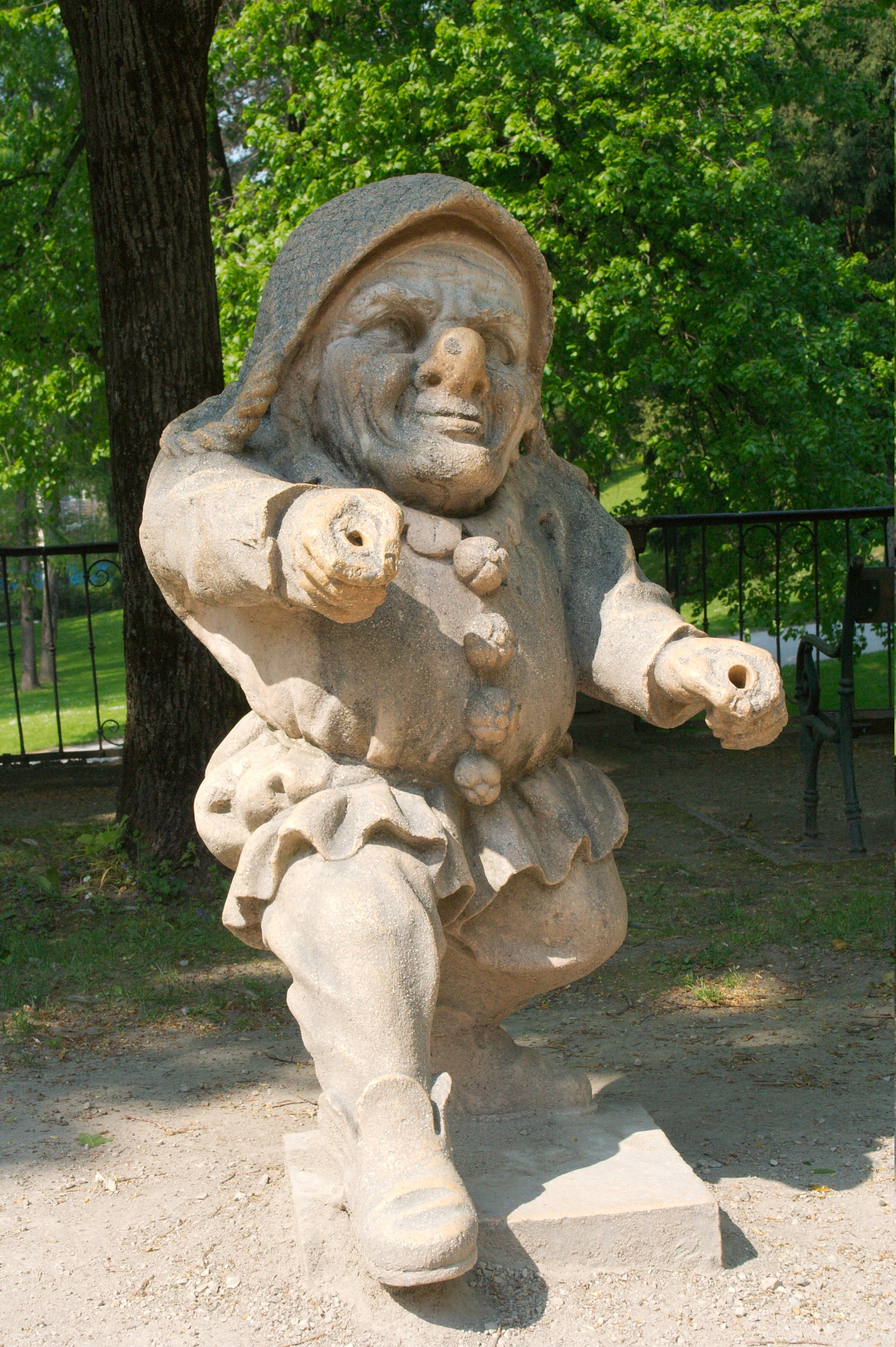
Zwerg mit dem Strohtaschenhut
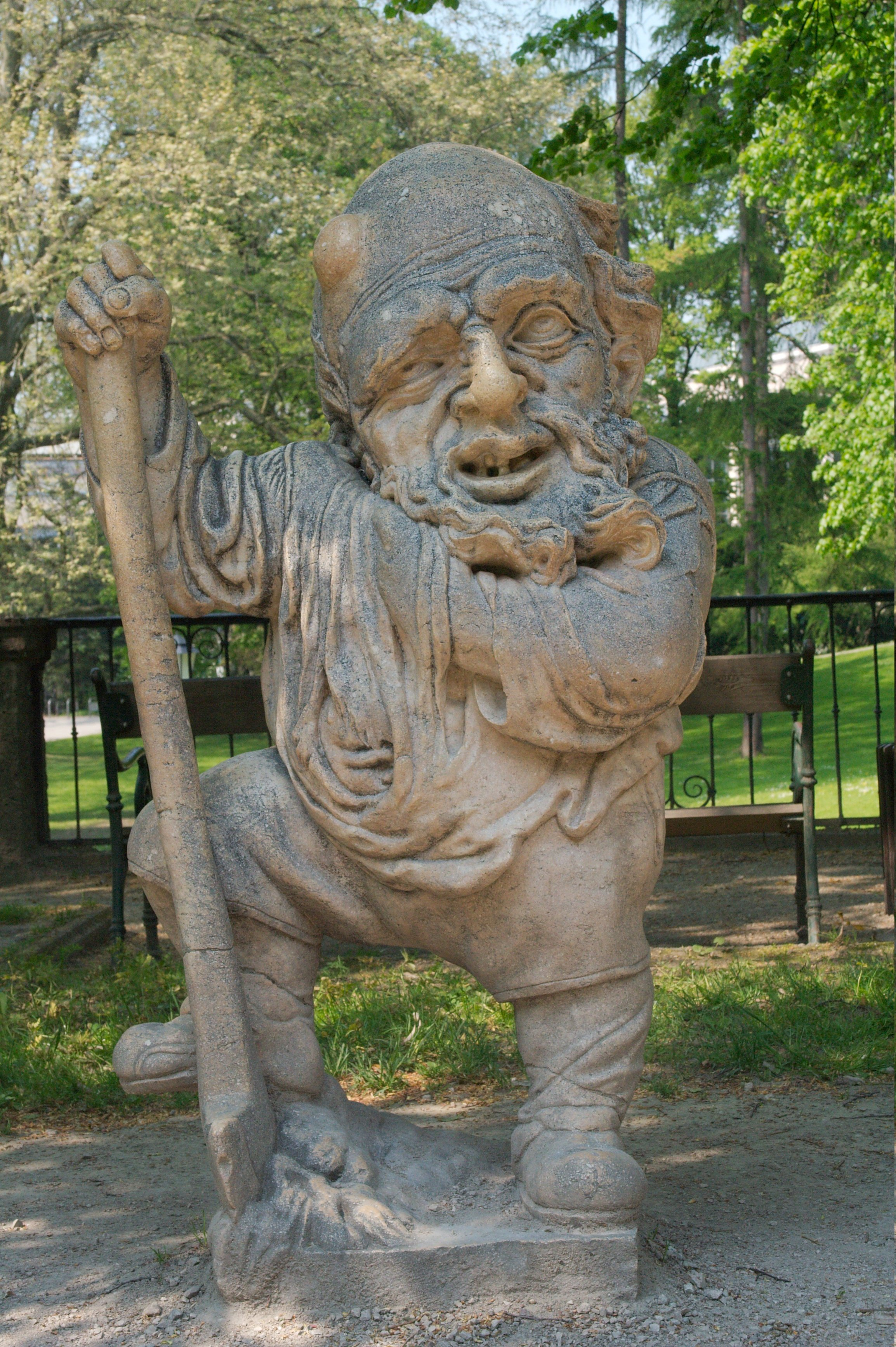
Zwerg mit dem Spaten
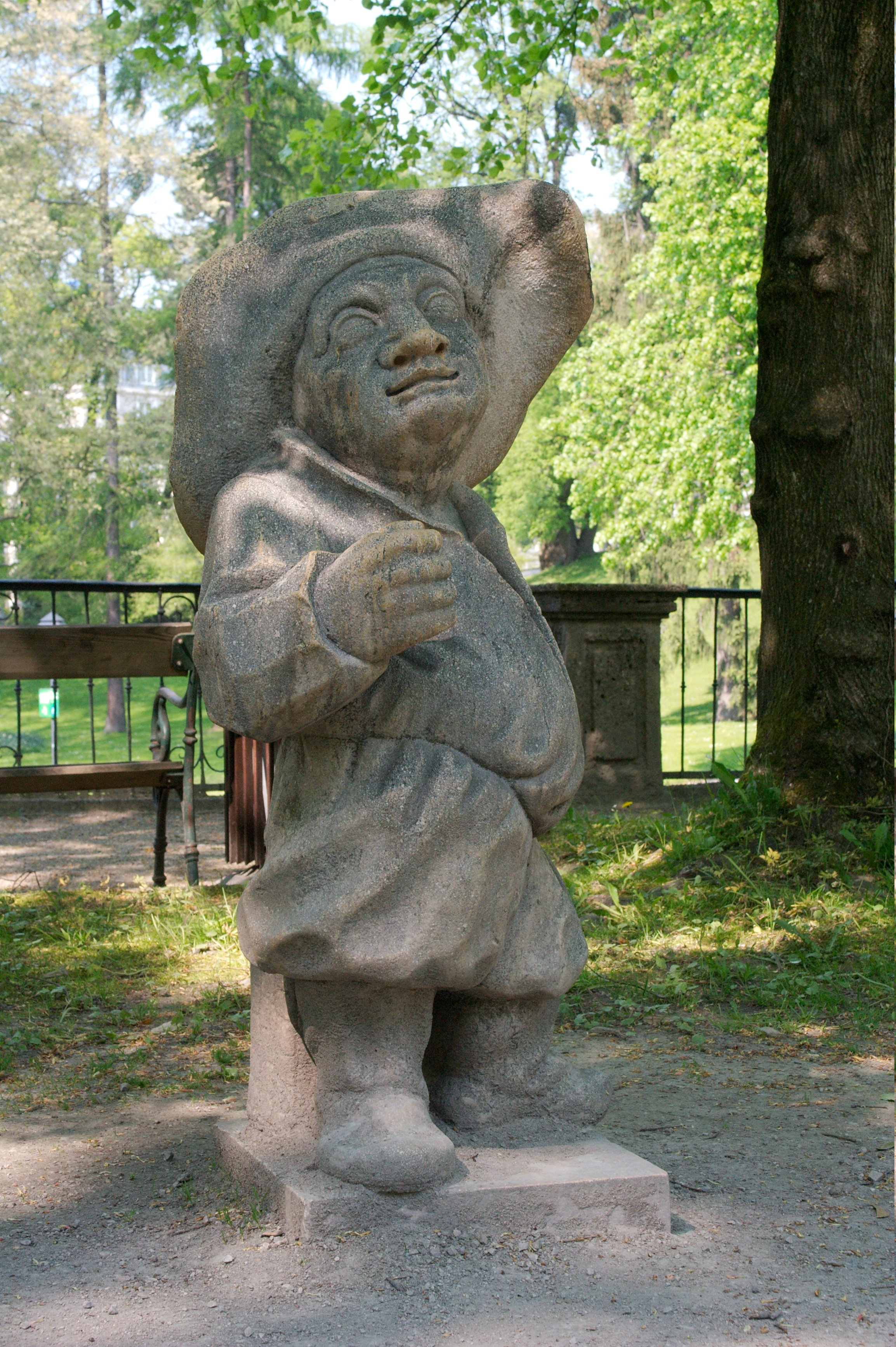
Zwerg mit der Rettichtasche
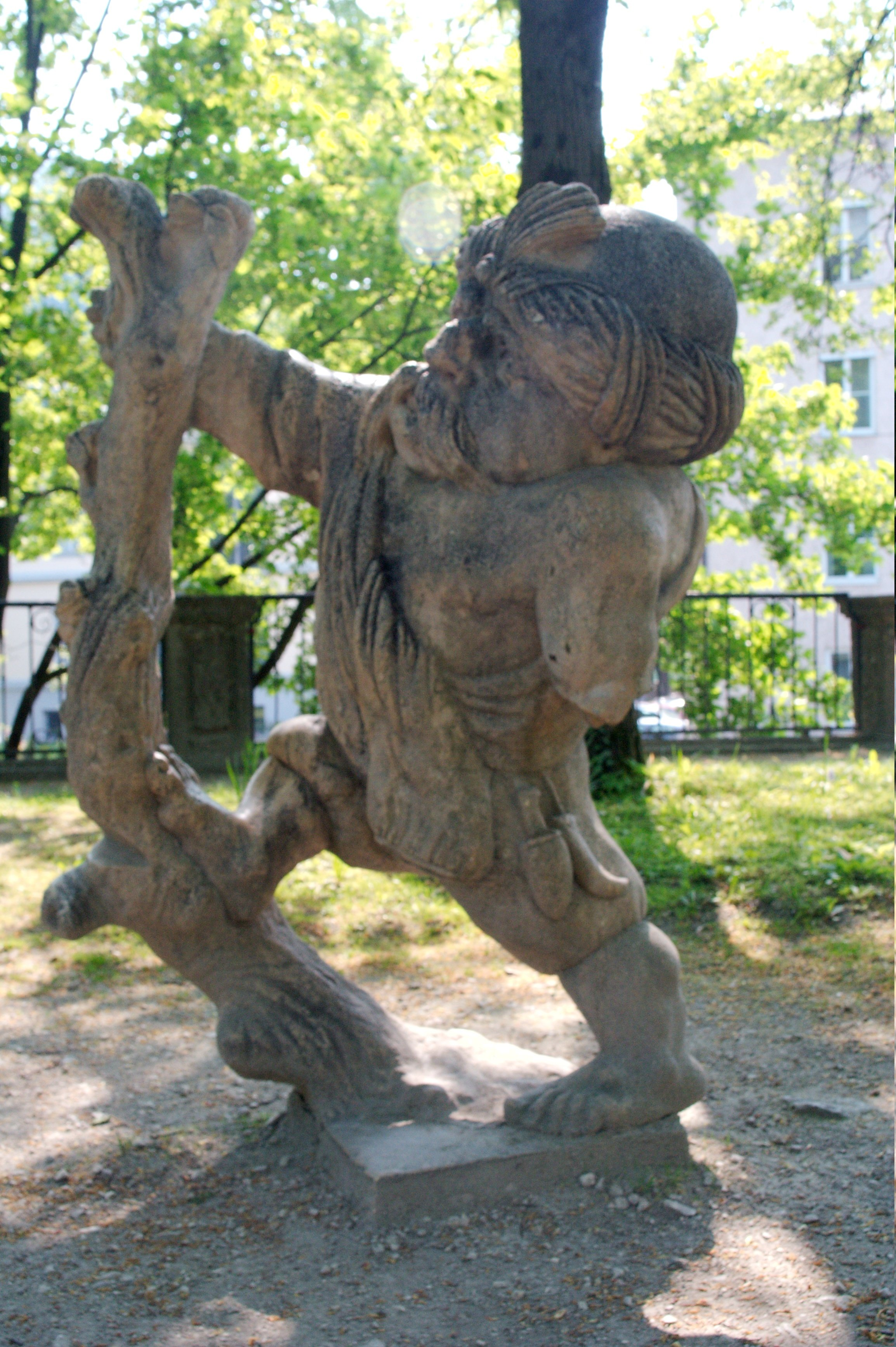
Zwerg mit dem Turban
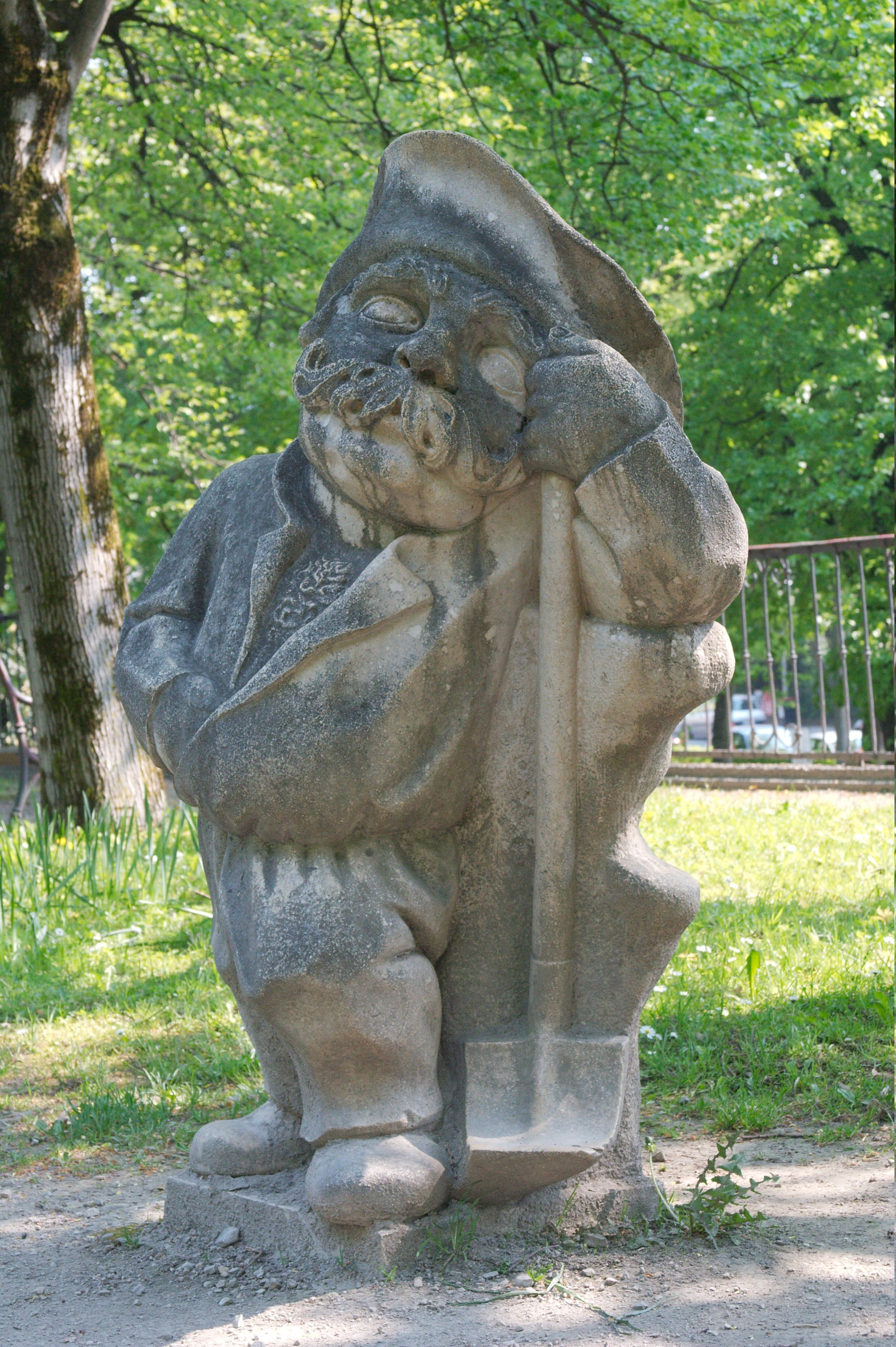
Zwerg mit dem Grabscheit
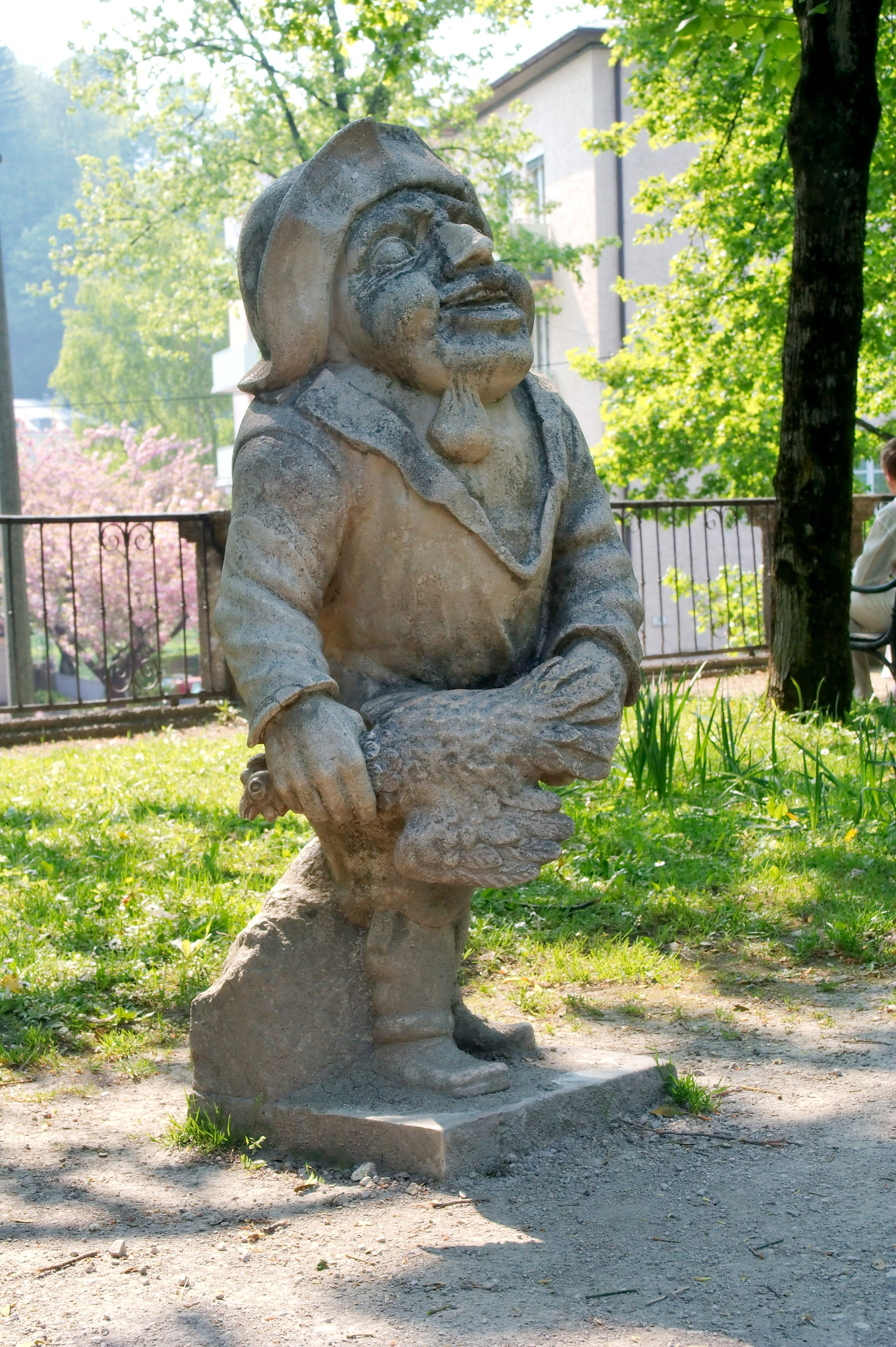
Zwerg mit dem Huhn
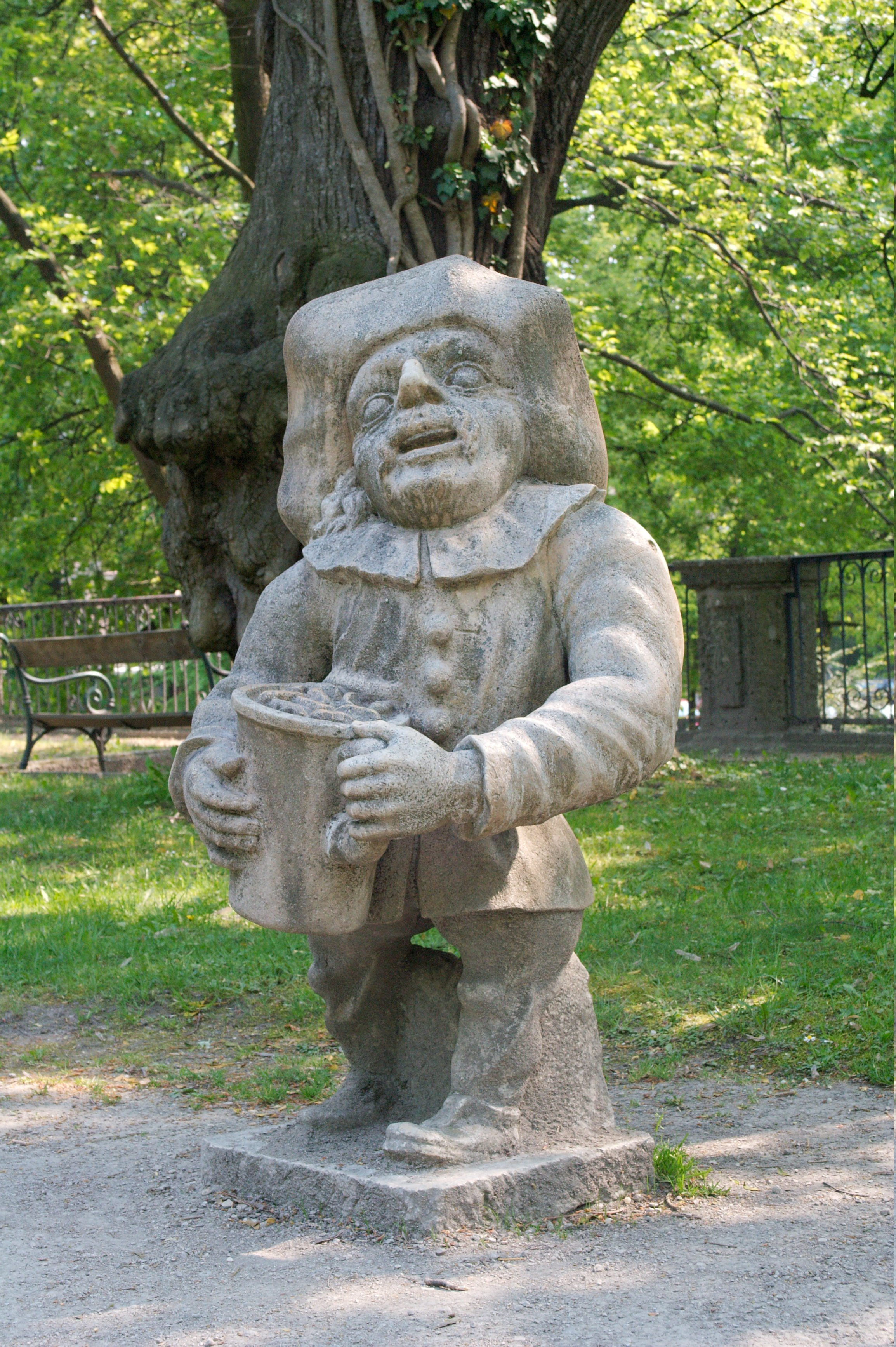
Zwerg mit dem Nockentopf
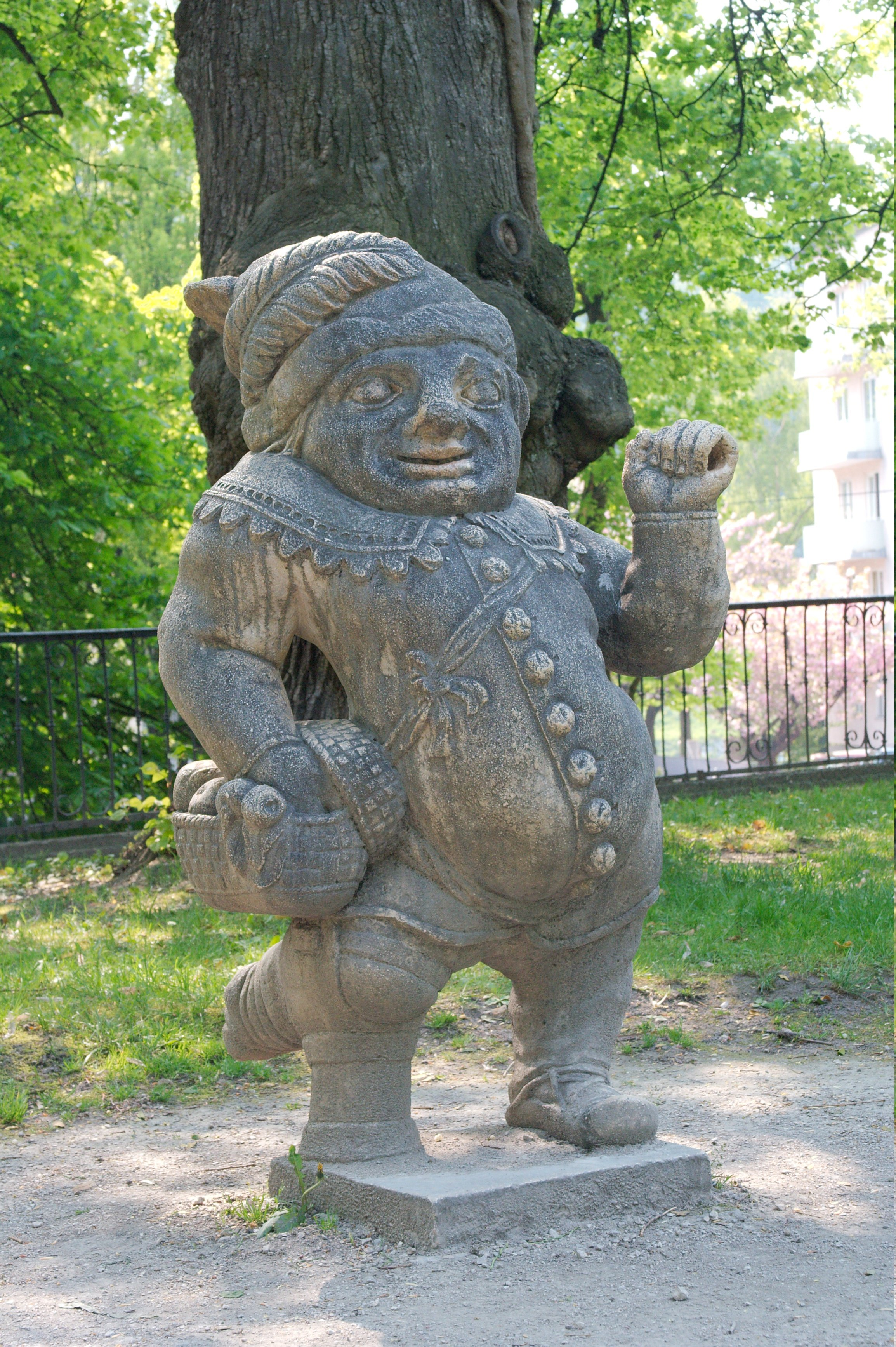
Zwerg mit dem Holzbein
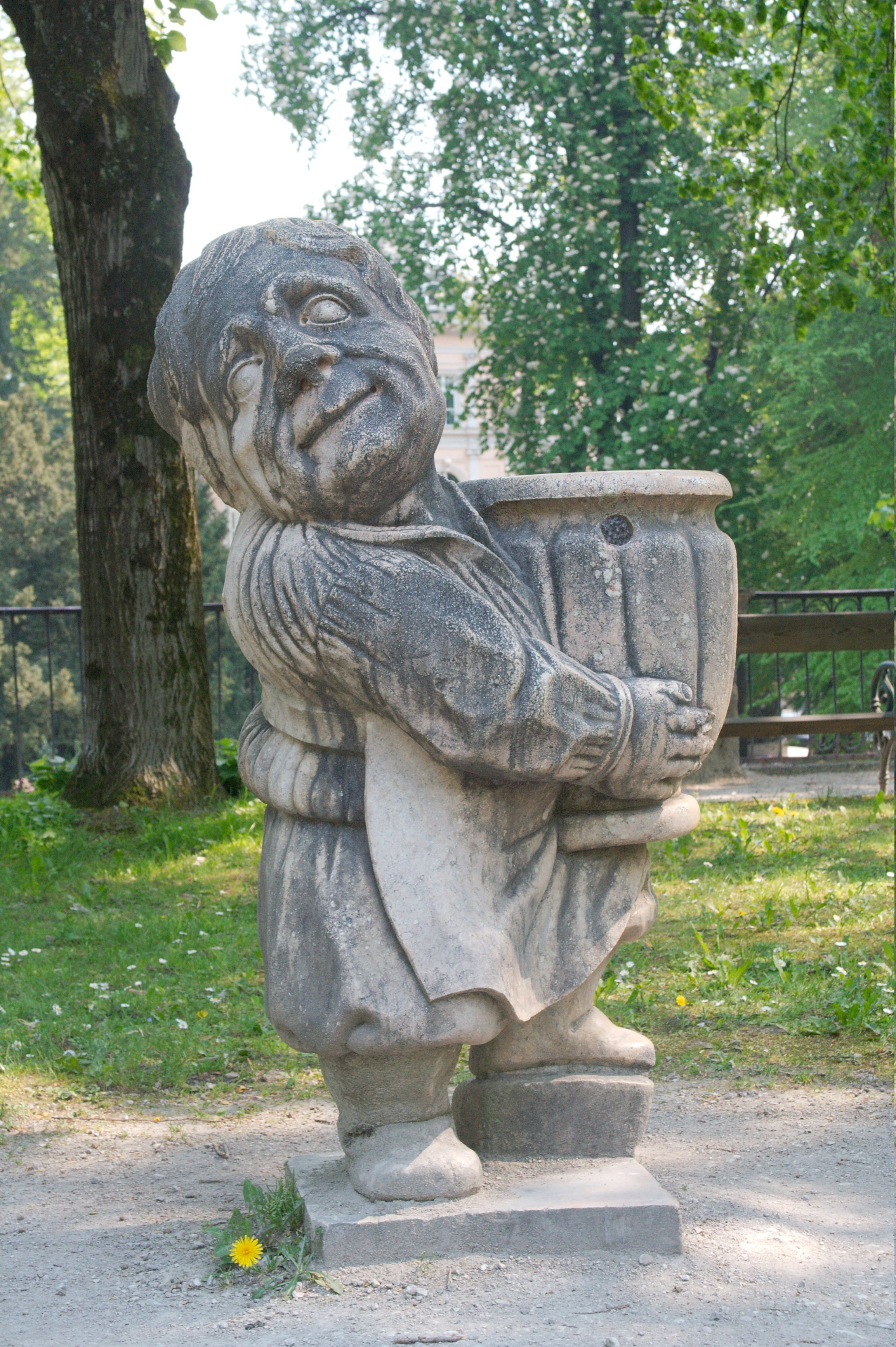
Zwerg mit der Gartenvase
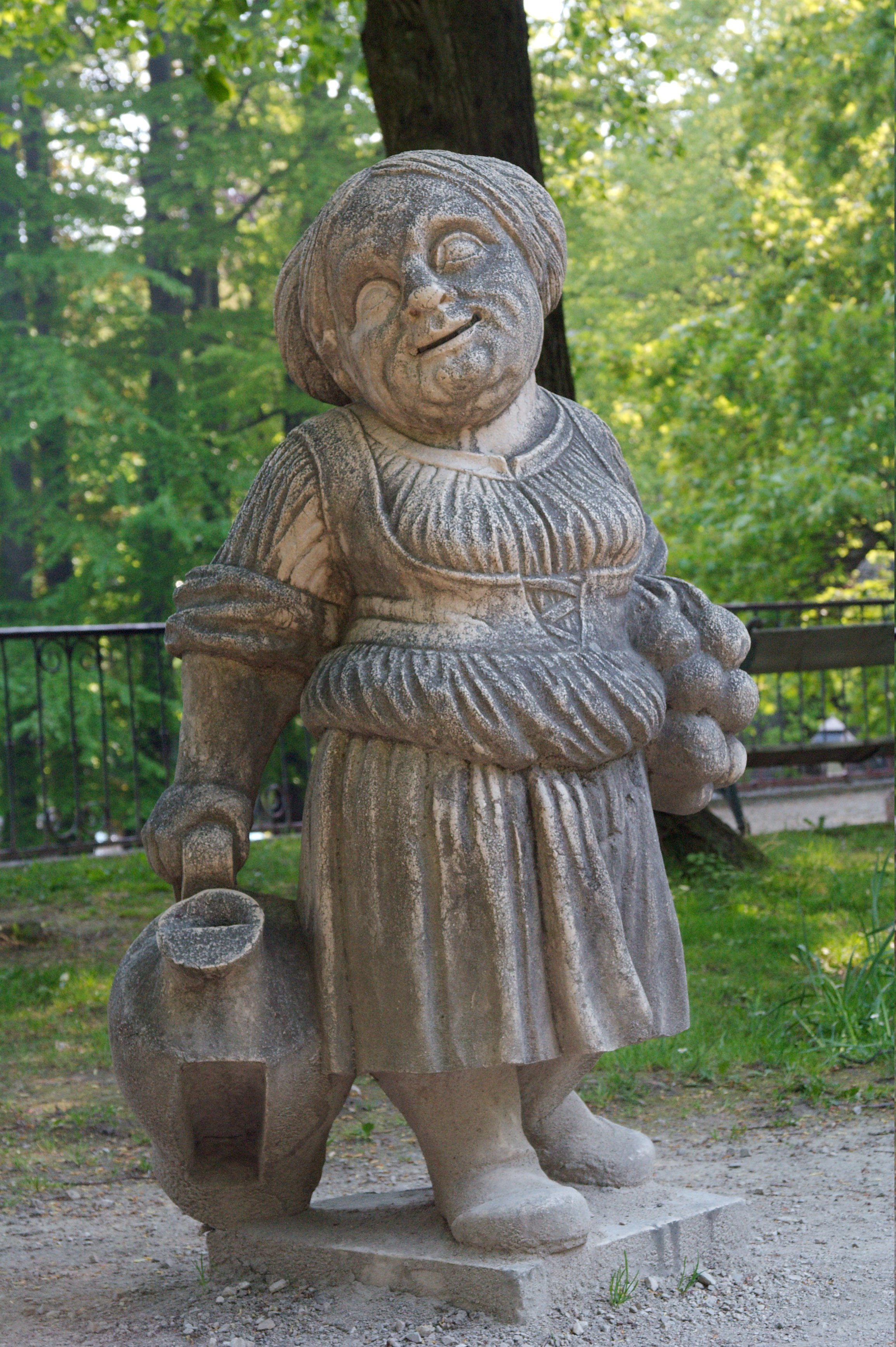
Zwergin mit dem Zwiebelbund
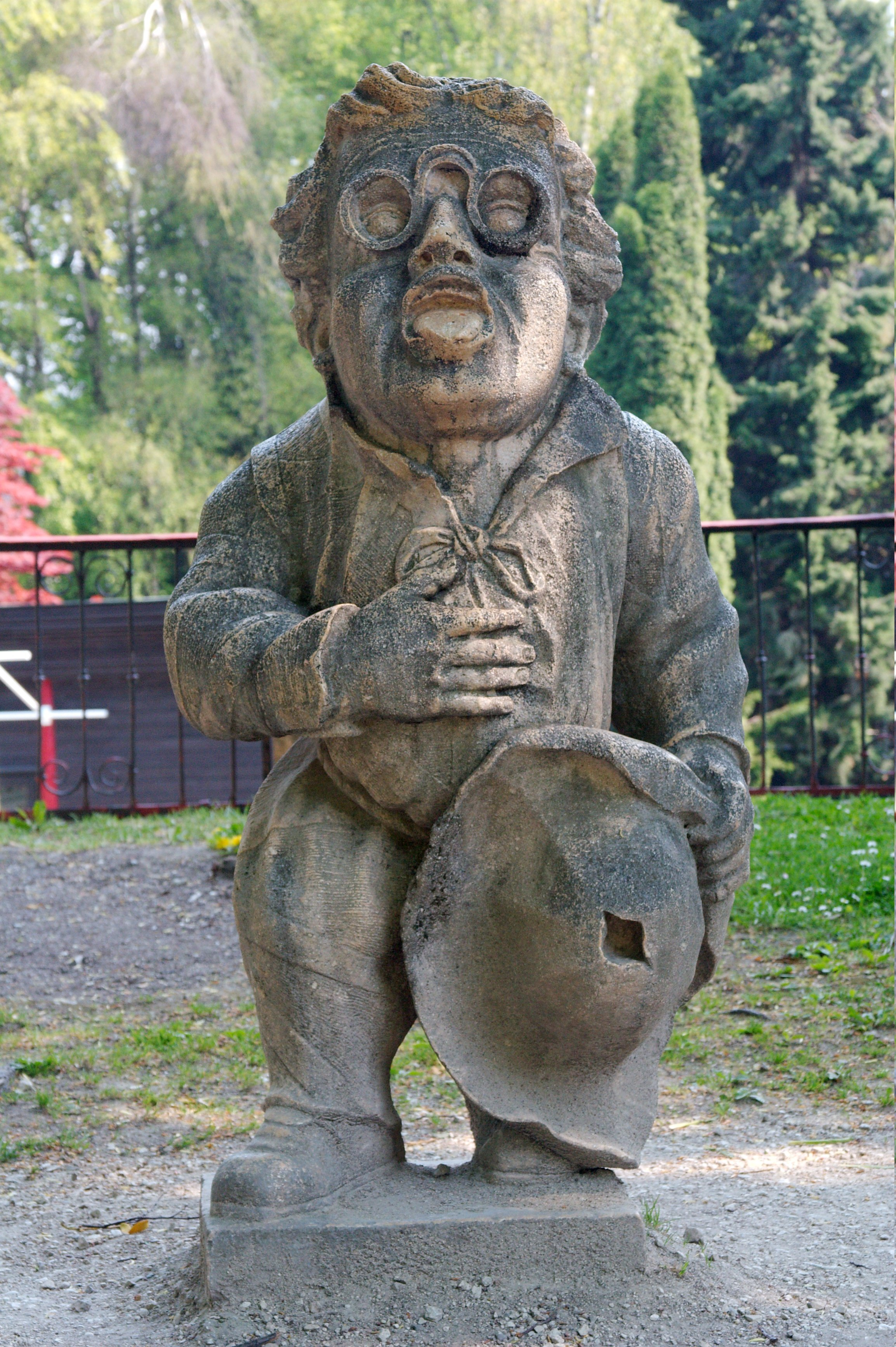
Zwerg mit dem Zwicker
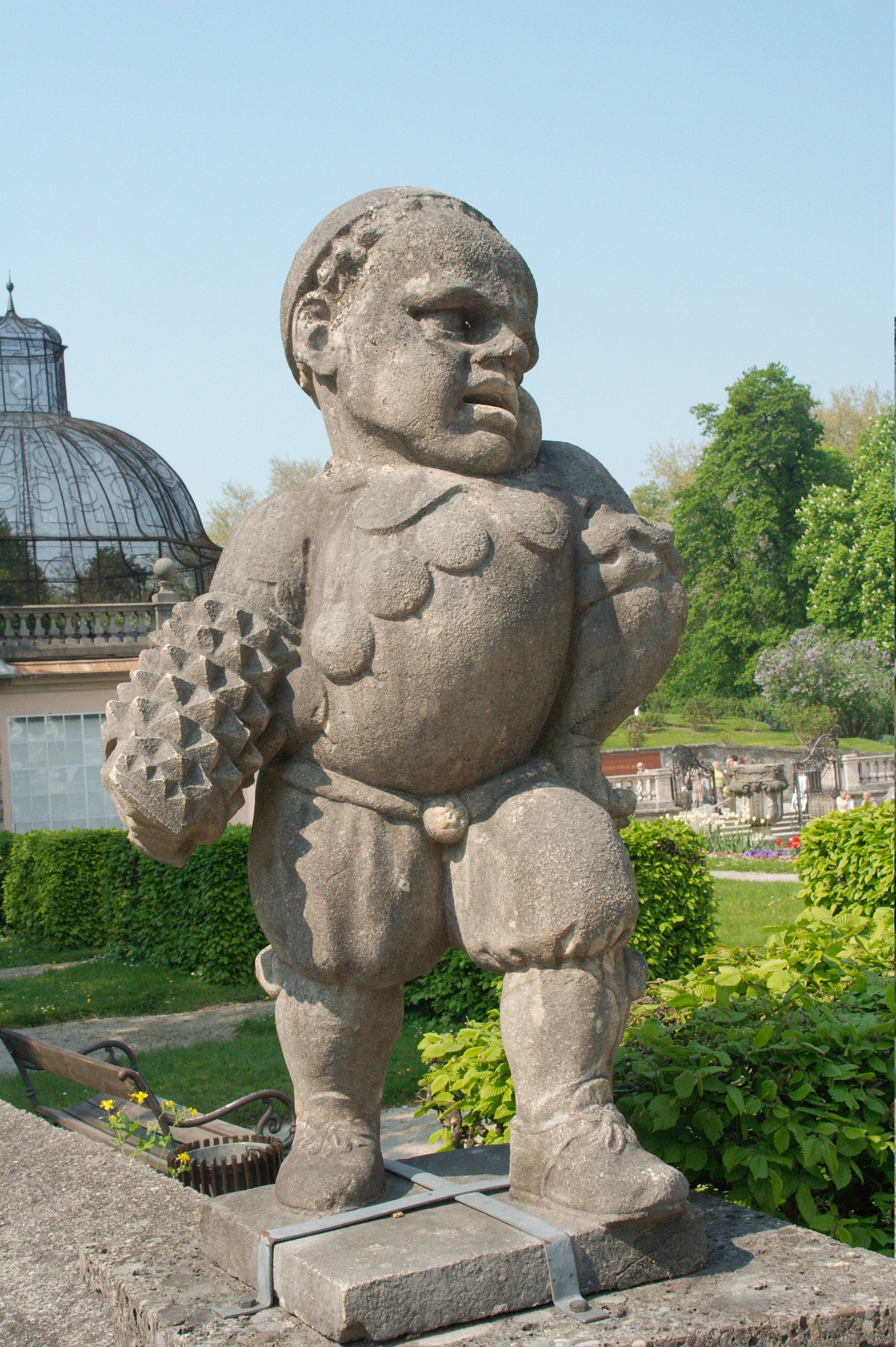
Zwerg mit dem Stachelärmel
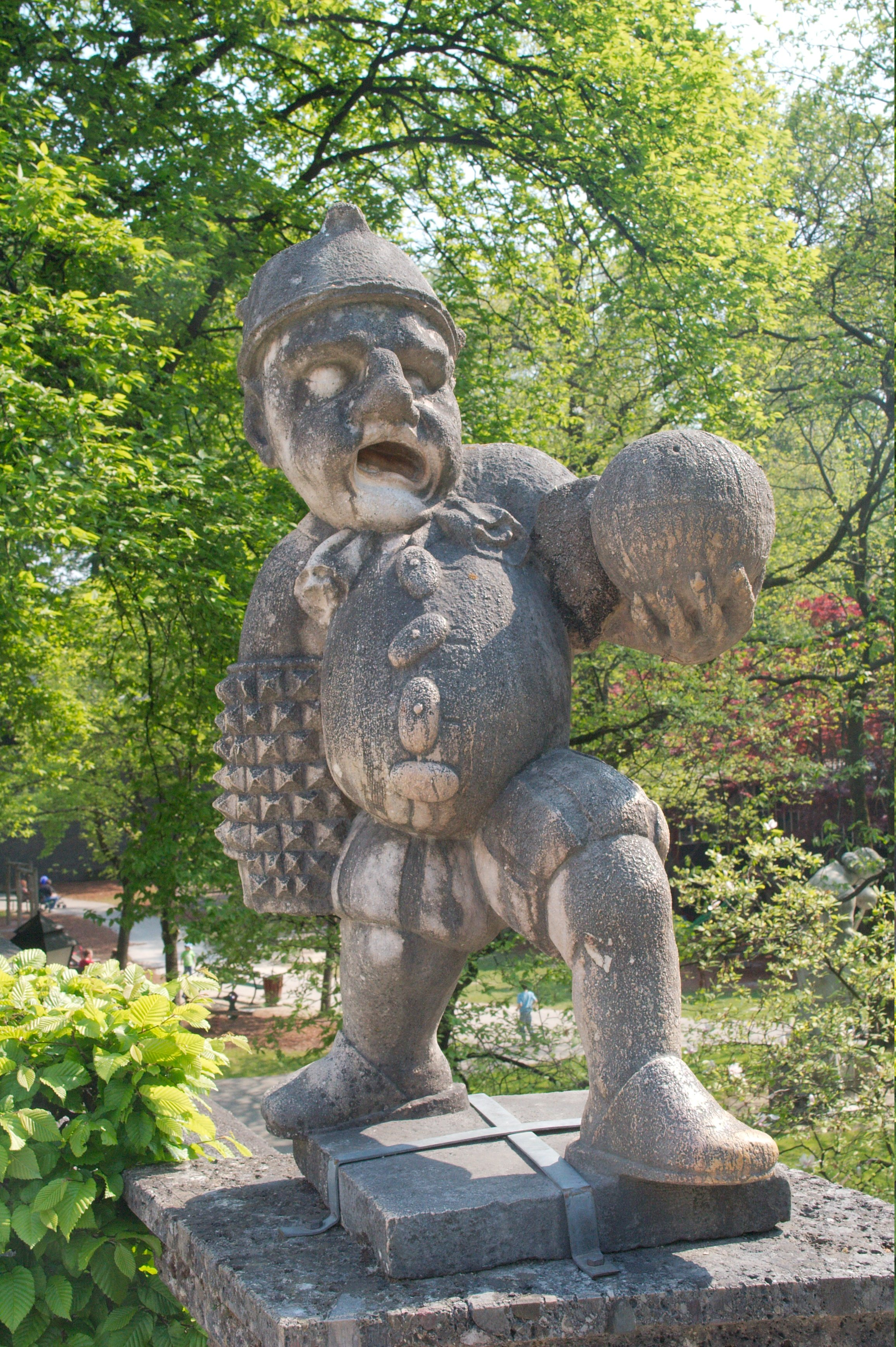
Zwerg mit dem Ball

In der Zeit der Aufklärung gerieten die Marmorfiguren missgestalteter Menschen im Mirabellgarten immer mehr in Verruf. Auch dem bayrischen Kronprinzen Ludwig I. missfielen während der kurzen bayrischen Regentschaft über Salzburg die hier aufgestellten Marmorzwerge. Er ließ sie im Jahr 1811 versteigern, der Erlös blieb dabei äußerst bescheiden.
Die Zwerge gerieten danach für mehr als hundert Jahre in Vergessenheit. Erst im Jahre 1919 erinnerte sich der Salzburger Verschönerungsverein, der heutige Stadtverein, wieder an dieses Stück Salzburger Kulturgeschichte. Der Gemeinderat fasste im Oktober 1919 den Entschluss zur Wiedererrichtung des Gartens. Der Stadtverein überzeugte die Stadtväter 1923, vorerst die verbliebenen neun im Besitz des Stadtvereines befindlichen Zwerge kurze Zeit an ihrem angestammten Platz im Zwergerlgarten, dann aber zumindest in der Nähe dieses alten Gartens aufzustellen. Auch suchte man wieder Spuren der alten Zwerge und fand sie in Salzburger Hausgärten, aber auch in Bayern, im Hausruck und im Pongau. Heute finden sich die Zwerge noch immer nicht im alten Zwergerlgarten, sondern im naheliegenden Bastionsgarten. Fünf Zwerge befinden sich zudem (noch) in Privatbesitz: in Traunstein und in der Reichenhallerstraße in Salzburg.

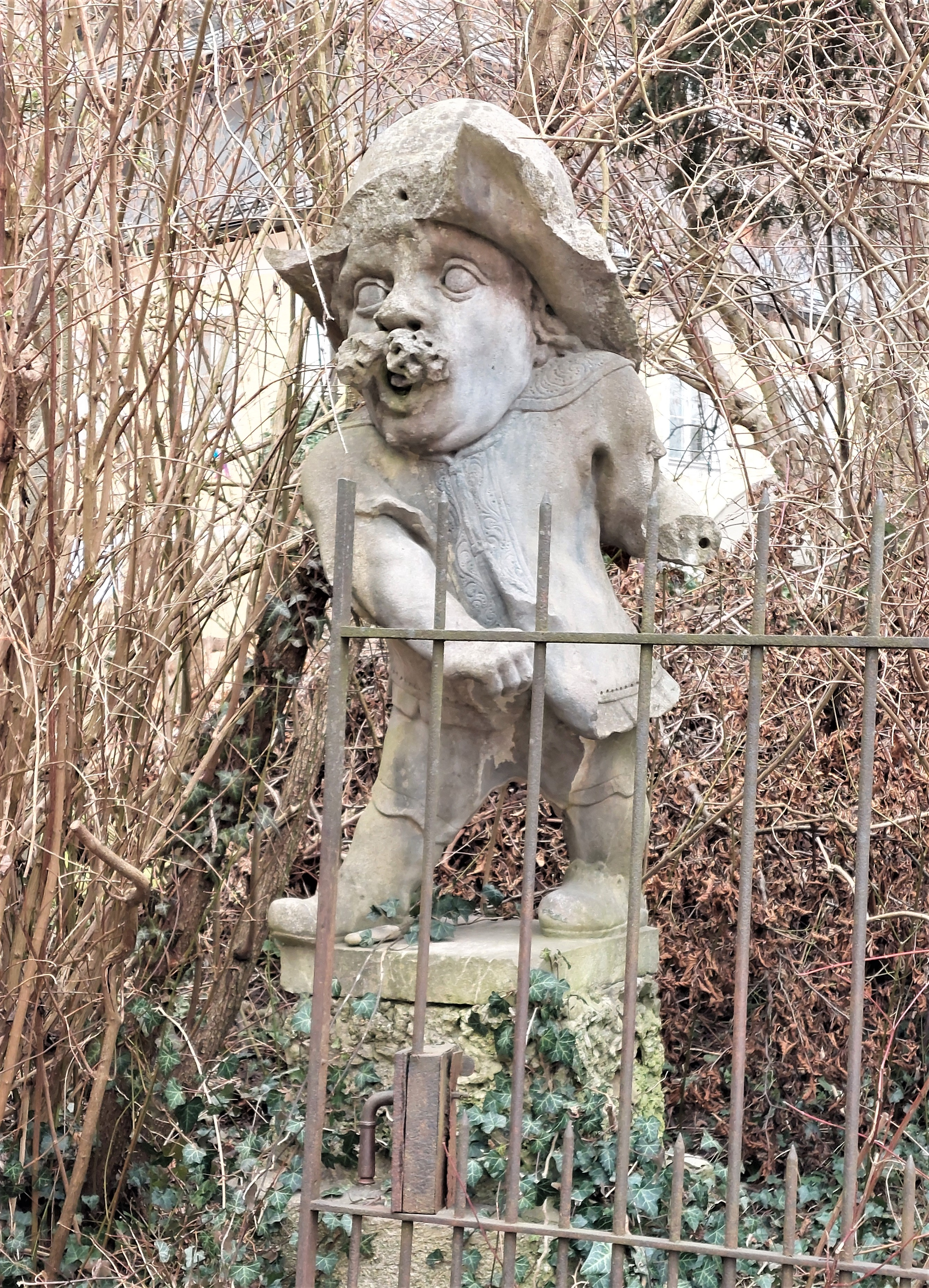
Salzburger Zwerge, Reichenhaller Str. 16
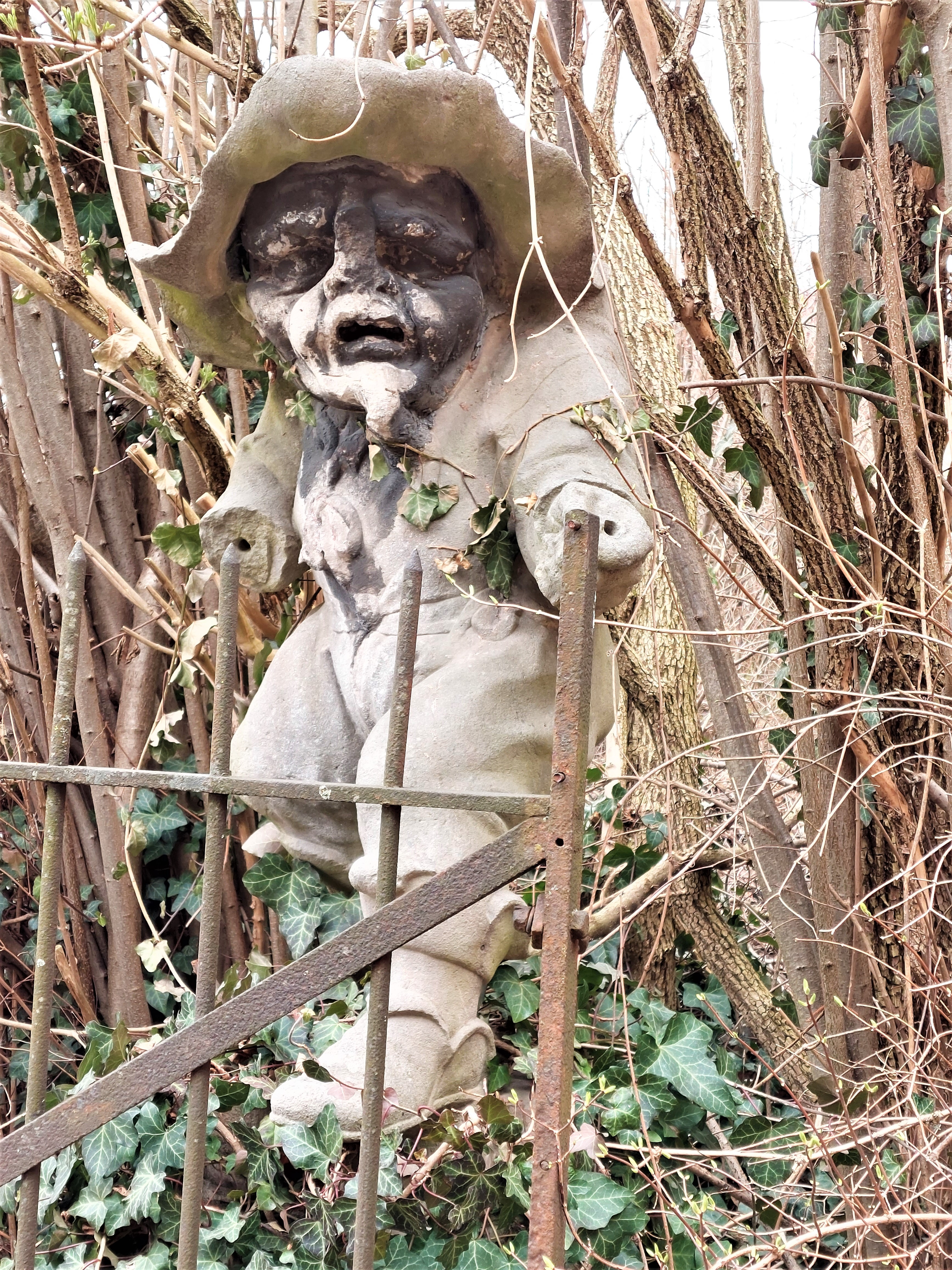
Salzburger Zwerge, Reichenhaller Str. 16

Der barocke Zwergerlgarten südlich der erhöhten Wasserbastei selbst wurde 1805 nach Plänen des bayrischen Hofgärtners Friedrich Ludwig von Sckell in einen englischen Landschaftsgarten umgewandelt. Auch diese Gartengestaltung ist heute nicht mehr erhalten. Der Bereich entwickelte sich durch verschiedene Eingriffe bis heute in einen insgesamt wenig sichtbar gestalteten Parkbereich weiter, der heute einen Kinderspielplatz und einen Veranstaltungspavillon besitzt. Alte Pläne dokumentieren jedoch den einstigen barocken Zustand des Zwergerlgartens: Er besaß einen großen mittigen Springbrunnen, dessen Becken größer war als das mittige Becken im Großen Gartenparterre des Mirabellgartens. Um den Brunnen gruppierten sich vier weitere kleine Springbrunnen und in Buchshecken eingefasste ornamentale Zierbeete.
Im historischen Zwergerlgarten ist derzeit nächst der Lodronschen Stadtmauer eine große Marmorstatue von Nikolaus Kopernikus aufgestellt, die von Josef Thorak gestaltet wurde.
Während des Winters 2017/18 wurden die Zwerge restauriert.

## Heckentheater

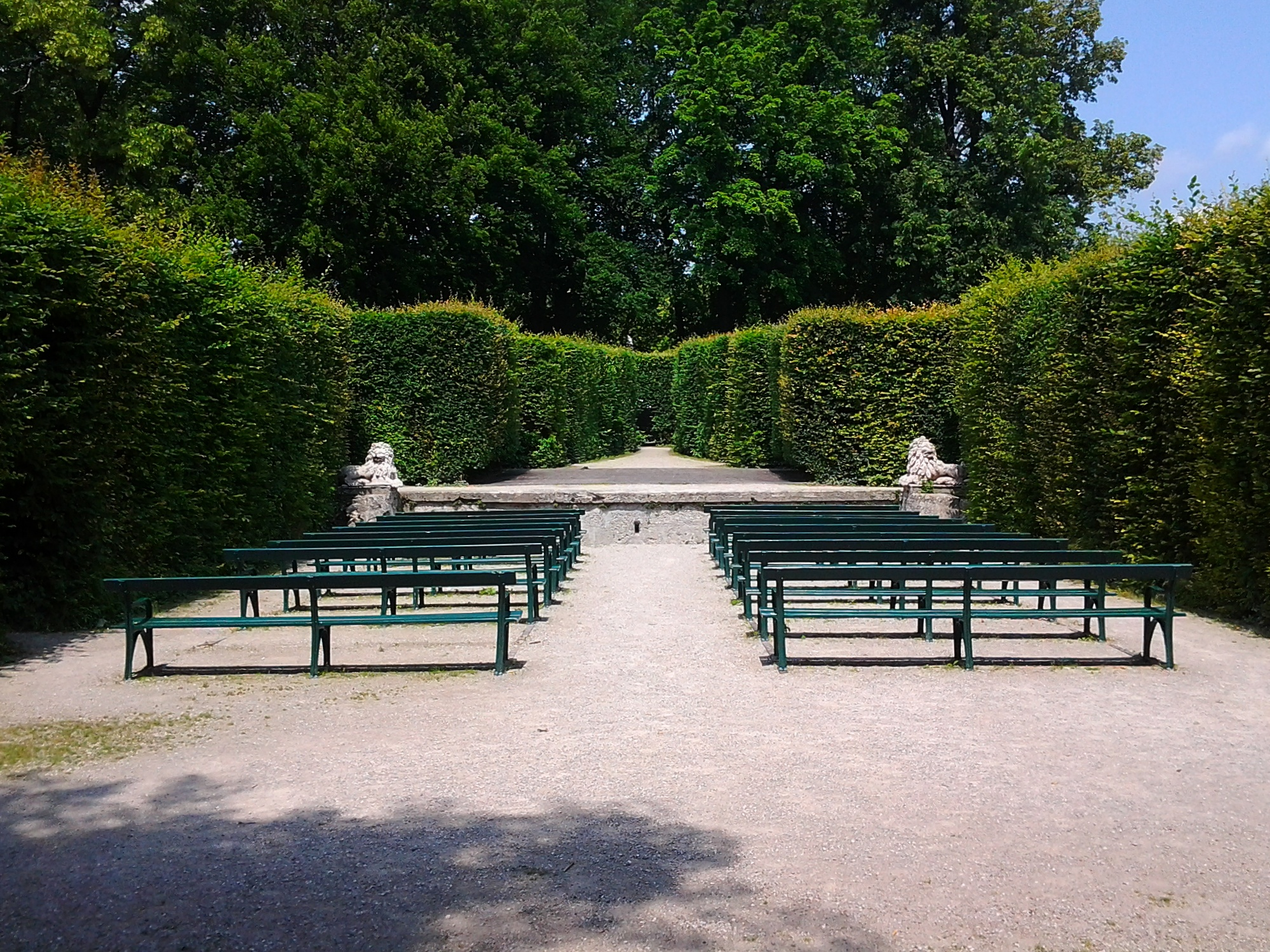
Das Heckentheater

Das Heckentheater besteht aus einer heute rechteckigen Freifläche, Parterre genannt, für das Publikum, aus einem kleinen Orchestergraben, der von liegenden Löwen umrahmt wird sowie einem architektonisch sehr tiefen und am nördlichen Ende halbrunden Bühnenraum. An diesen Bühnenraum schließt das Labyrinth an, dessen Wege sämtlich geradlinig zum Bühnenraum hin führen, sodass hier Schauspieler an verschiedenen Orten (z. T. auch Musikanten) links oder rechts erscheinen oder abtreten können. Die natürliche Kulisse wurde in der Barockzeit für Theateraufführungen oder als Labyrinth genutzt. Im christlichen Zusammenhang ist das Labyrinth Symbol des verschlungenen Weges, auf dem der Mensch stets sein Leben bedenken sollte und so Aufruf zur Einkehr. Zudem konnte das Labyrinth wohl auch spielerisch genutzt werden.
Das Heckentheater wurde vermutlich 1691 und in den Folgejahren von Johann Bernhard Fischer von Erlach angelegt und im Jahr 1719 von Matthias Diesel gestaltlich leicht verändert. Während die Heckentheater wie andere Bühnen meist dem Typ eines Guckkastentheaters folgen, findet sich hier eine sehr eigenständige und einzigartige Anlage, die sich – ebenso wie das älteste barocke Heckentheater Europas in Herrenhausen-Hannover (erbaut 1687–1693) den – nicht mehr erhaltenen – Pariser Tuillerie-Garten als Vorlage nimmt und diesen weiter entwickelt.
In Salzburg findet sich ein dreiteiliger Theateraufbau, der zwischen dem eigentlichen kleinen Zuschauerraum ganz im Süden mit dem mittigen Platz für den Fürsterzbischof ein vielfältig nutzbares Parkett als Mittelteil anschließen lässt. Seitlich besaß der einst geschwungen angelegte ovale Rand des Parkettes Stufen, die auch zum Sitzen geeignet waren. In der Regel wurden die Darbietungen in fürsterzbischöflicher Zeit aber stehend verfolgt. Der Orchesterraum dürfte ursprünglich zum Parkett und zum Zuschauerraum hin nicht abgesenkt gewesen sein. Die Musiker saßen frei vor dem über Stufen erreichbaren erhöhten Bühnenraum. Damit war die Akustik für die Musiker einst besser als heute. Das Parkett seinerseits besaß offensichtlich eine vom Orchesterraum aus leichte und gleichmäßige Steigung nach Süden hin.
Das Heckentheater ist sehr wahrscheinlich gleich alt wie der Zwergelgarten, der – gemäß dem Gesamtkonzept Fischer von Erlachs – direkt nördlich des Heckentheaters unterhalb der Wehrmauer angelegt, das Schauspiel auf dem Heckentheater mit dem steinernen Zwergeltheater auf eine heitere Art weiterführt. Durch die Verlegung der Zwerge auf die Wasserbastei sind diese architektonischen Bezüge Fischer von Erlachs derzeit nicht gut erlebbar. Das Heckentheater und der alte Raum des Zwergelgarten wurde im 19. Jahrhundert durch eine die Wehrmauer querende Treppe verbunden, die erkennen lässt, dass der Gartenraum des Zwergentheaters historisch gut einen Meter tiefer lag als heute.
Häufig diente in fürsterzbischöflicher Zeit das Gartentheater als Aufführungsstätte für Ballette, Pantomimen und kleine Opern. In der jüngeren Geschichte gab es wiederholte Versuche auch das Heckentheater als Aufführungsort von Balletten und Singspielen wieder zu beleben. Angesichts der schlechten Akustik im Freien und des Umgebungslärmes war diesem Bemühen bislang kein dauernder Erfolg beschieden. Derzeit konzertieren hier im Sommer öfters aber Blasmusikkapellen. Transparente mobile Schallsegel für die einzelnen Aufführungen könnten das Akustikproblem deutlich verringern.
Ein Drittel des Heckentheaters (die sogenannte Fürstenloge) wurde bei Errichtung des 1914 eröffneten Gebäudes der Stiftung Mozarteum abgetrennt und liegt jetzt in deren Bastionsgarten. Das Heckentheater soll gemeinsam mit dem Bundesdenkmalamt vollständig rekonstruiert werden.

## Wasserbastei (früher Kleiner Bastionsgarten)

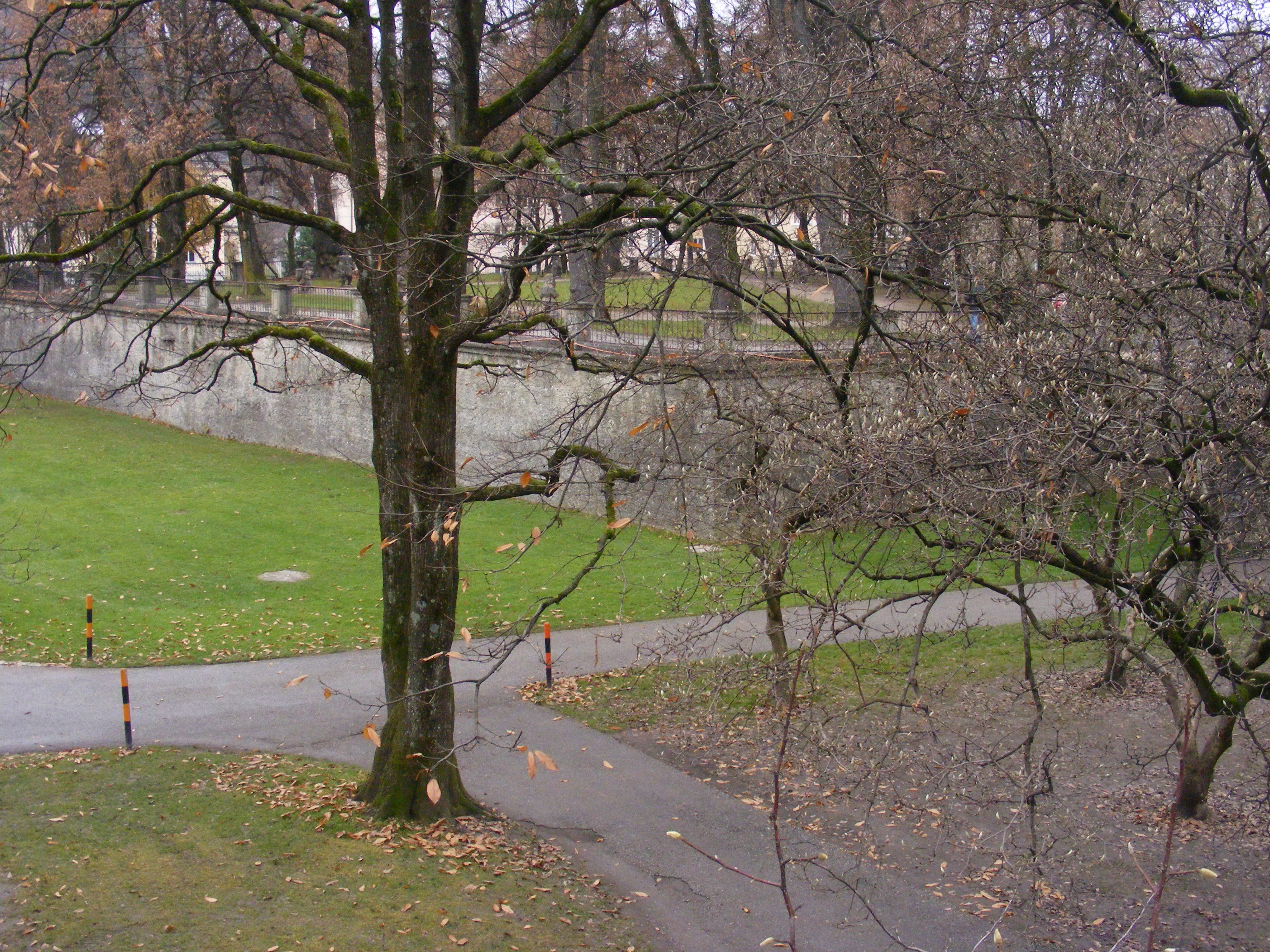
Im Bastionsgarten (November 2012)

Die Wasserbastei wurde im Dreißigjährigen Krieg als Vorbastei zur großen Vitalisbastei und deren Vorwerken angelegt. Vermutlich wurde um oder kurz nach 1690 die Wasserbastei in den Mirabellgarten und seine barocke Gestaltung miteinbezogen. Sie erhielt dabei einen großen mittigen Springbrunnen samt kunstvoller ornamentaler Umrandung, der umgeben war von einem Kranz von acht ebenfalls ornamentalen Beetanlagen zwischen den Wegen. Im Norden der Bastei befand sich bis um 1860 der wehrhafte tiefe Wassergraben der Stadtbefestigung. Im Westen reichte die Bastei bis an das Salzachufer. Durch die folgende Einschüttung der unteren Hälfte der Wehrmauer ist die Wasserbastei als wichtiger Teil der Außenbefestigung der Stadt heute nur schwer erkennbar.

## Dokumentarfilm
- Der Zwergengarten von Mirabell. Skurrile Meisterwerke aus Stein. Dokumentarfilm (45 Min.), A 2014, Buch und Regie: Christian Hager.